# Liste der Biografien/Dah
Liste der Biografien |
Portal Biografien |
Personensuche
# |
A |
B |
C |
D |
E |
F |
G |
H |
I |
J |
K |
L |
M |
N |
O |
P |
Q |
R |
S |
T |
U |
V |
W |
X |
Y |
Z |
?
 
Da |
Db |
Dc |
Dd |
De |
Dg |
Dh |
Di |
Dj |
Dk |
Dl |
Dm |
Dn |
Do |
Dq |
Dr |
Ds |
Du |
Dv |
Dw |
Dy |
Dz
 
Daa |
Dab |
Dac |
Dad |
Dae |
Daf |
Dag |
Dah |
Dai |
Daj |
Dak |
Dal |
Dam |
Dan |
Dao |
Dap |
Daq |
Dar |
Das |
Dat |
Dau |
Dav |
Daw |
Dax |
Day |
Daz
Die Liste der Biografien führt alle Personen auf, die in der deutschsprachigen Wikipedia einen Artikel haben. Dieses ist eine Teilliste mit 523 Einträgen von Personen, deren Namen mit den Buchstaben „Dah“ beginnt.

## Dah

### Daha
- Daha, Ramesch (* 1971), österreichische Künstlerin iranischer Herkunft
- Dahab, Tarek Abu Al (* 1939), libanesischer Radrennfahrer
- Dahal, Prince (* 2004), nepalesischer Badmintonspieler
- Dahal, Pushpa Kamal (* 1954), nepalesischer Politiker, Vorsitzender der Kommunistischen Partei Nepals (Maoistisch)
- Dahalan, Mohamad Eizlan (* 1999), malaysischer Hochspringer
- Daham, Noureddine (* 1977), algerischer Fußballspieler
- Dahan, Nissim (* 1954), israelischer Politiker, Gesundheitsminister
- Dahan, Olivier (* 1967), französischer FilmregisseurOlivier Dahan (* 1967)

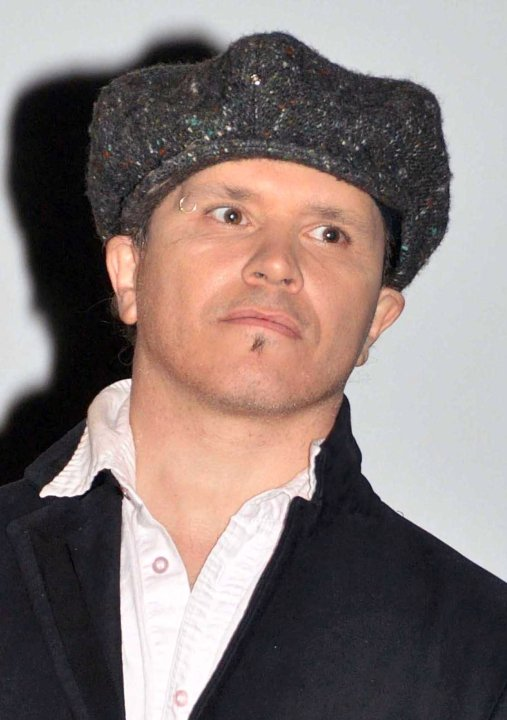
Olivier Dahan (* 1967)

- Dahan, Pierre-Alain (1943–2013), französischer Jazz- und Unterhaltungsmusiker
- Dahan-Dalmédico, Amy, französische Mathematik- und Wissenschaftshistorikerin
- Dahanayake, Subodha (* 1990), sri-lankische Badmintonspielerin
- Dahanayake, Vijayananda (1902–1997), sri-lankischer Politiker
- Dahanukar, Prafulla (1934–2014), indische Malerin
- Dahari, Mokhtar (1953–1991), malaysischer Fußballspieler

### Dahd
- Dahdah, Paul (* 1941), libanesischer Ordensgeistlicher, Apostolischer Vikar von Beirut

### Dahe
- Daheim, Hansjürgen (1929–2023), deutscher Soziologe und Hochschullehrer
- Daher, Abdulrahman (* 1982), palästinensisch-jordanischer Schauspieler, Regisseur, Autor und Architekt
- Daher, André (1891–1974), französischer Politiker, Mitglied der Nationalversammlung
- Daher, Eduard (* 1973), libanesischer Ordensgeistlicher, melkitisch griechisch-katholischer Erzbischof von Tripoli
- Daher, José (1966–2014), brasilianischer Tennisspieler
- Daher, Lydia (* 1980), deutsche Dichterin und Sängerin
- Dahesch, Keyvan (1941–2018), deutscher Journalist iranischer Herkunft

### Dahi
- Dahik, Yaşar Hayrettin (1920–2005), türkisches Stadtoriginal
- Dahimène, Adelheid (1956–2010), österreichische Schriftstellerin
- Dahinden, Erwin (1957–2012), Schweizer Militärdiplomat, Jurist und Brigadier
- Dahinden, Hansheiri (1932–2022), Schweizer Politiker und LiedermacherHansheiri Dahinden (1932–2022)

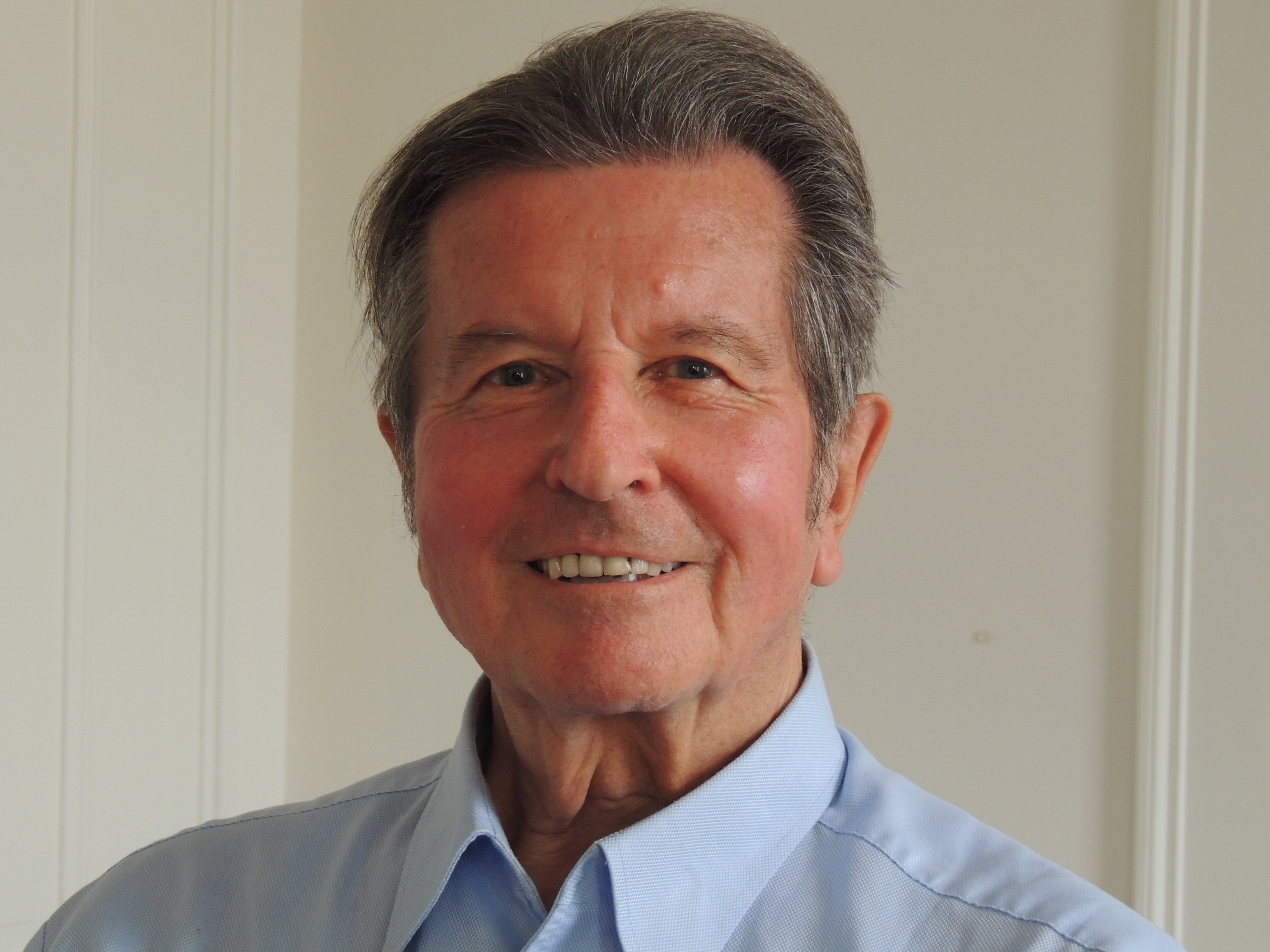
Hansheiri Dahinden (1932–2022)

- Dahinden, Josef (1898–1993), Schweizer Skilehrer, Schriftsteller und Filmemacher
- Dahinden, Justus (1925–2020), Schweizer Architekt
- Dahinden, Martin (* 1955), Schweizer Diplomat
- Dahinden, Roland (* 1962), Schweizer Posaunist und Komponist
- Dahinden, Sabine (* 1968), Schweizer FernsehmoderatorinSabine Dahinden (* 1968)

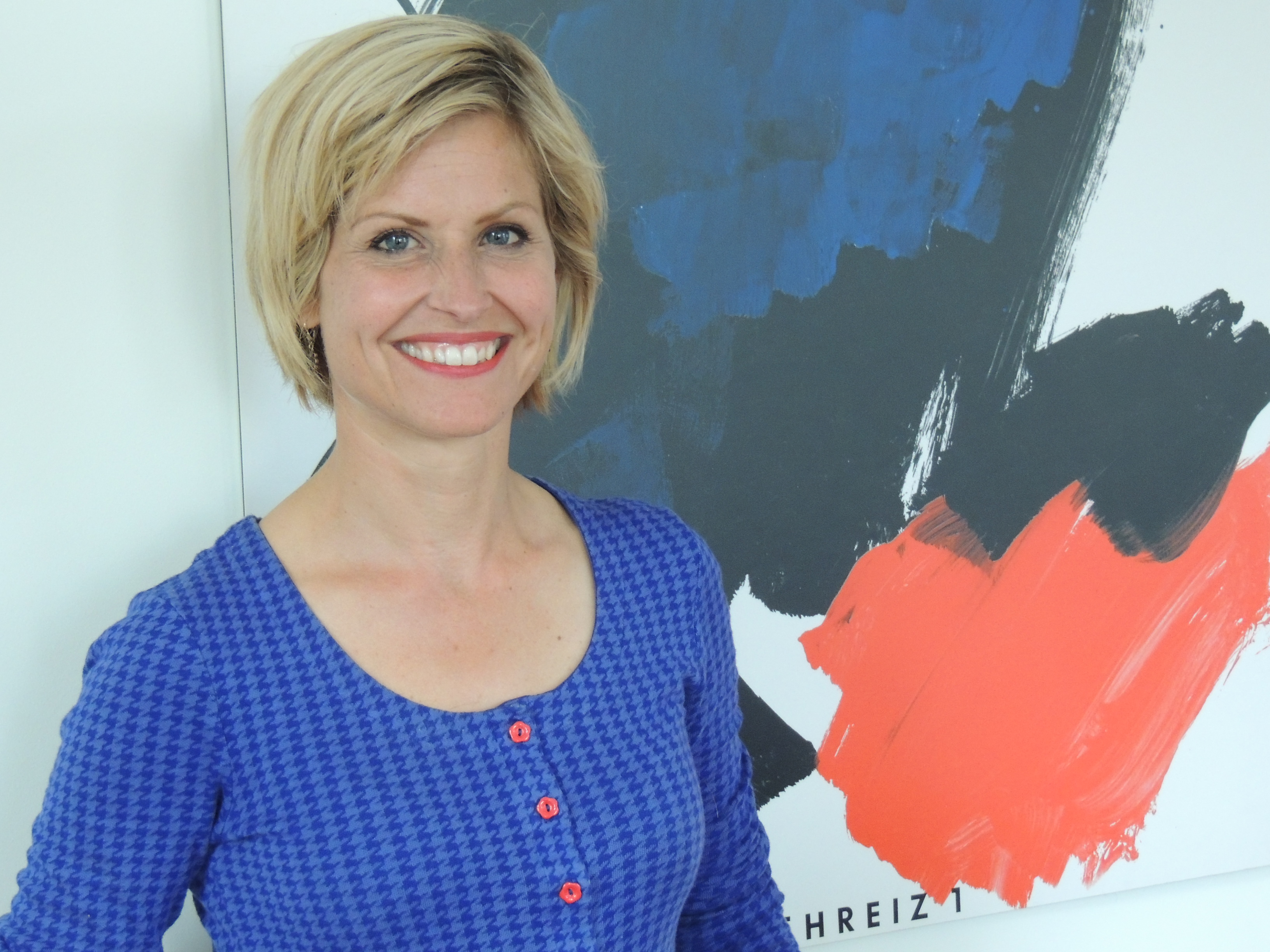
Sabine Dahinden (* 1968)

- Dahinten, Ernst (1885–1969), deutscher Lehrer, Museumsleiter und Autor
- Dahinten, Gunther (* 1943), deutscher Journalist, Autor, Maler, Fotograf und Schauspieler
- Dahir Aweis, Hassan (* 1945), somalischer Führer des politischen Islam in Somalia
- Dahir, Sissa ibn, Erfinder des Schachspiels
- Dahiyat, Ismael M., jordanischer Arabist und Journalist

### Dahl
- Dahl Torhaug, Inez (* 2003), schwedische Schauspielerin
- Dahl, Adolph (1886–1940), preußischer Architekt
- Dahl, Albin (1900–1980), schwedischer Fußballspieler und -trainer
- Dahl, Alexander (1892–1978), deutscher Fabrikant, Autor und Ballonfahrer
- Dahl, Alfred (1916–2011), deutscher SED-Funktionär und Chef der Bezirksbehörden der Deutschen Volkspolizei Magdeburg
- Dahl, Amira (* 2006), deutsche Fußballspielerin
- Dahl, André Oktay (* 1975), norwegischer Politiker der Høyre
- Dahl, Andreas (1751–1789), schwedischer Botaniker und Mediziner
- Dahl, Andreas (* 1984), schwedischer Fußballspieler
- Dahl, Arlene (1925–2021), US-amerikanische Schauspielerin
- Dahl, Arne (* 1963), schwedischer Autor
- Dahl, Arnim (1922–1998), deutscher Stuntman und ArtistArnim Dahl (1922–1998)

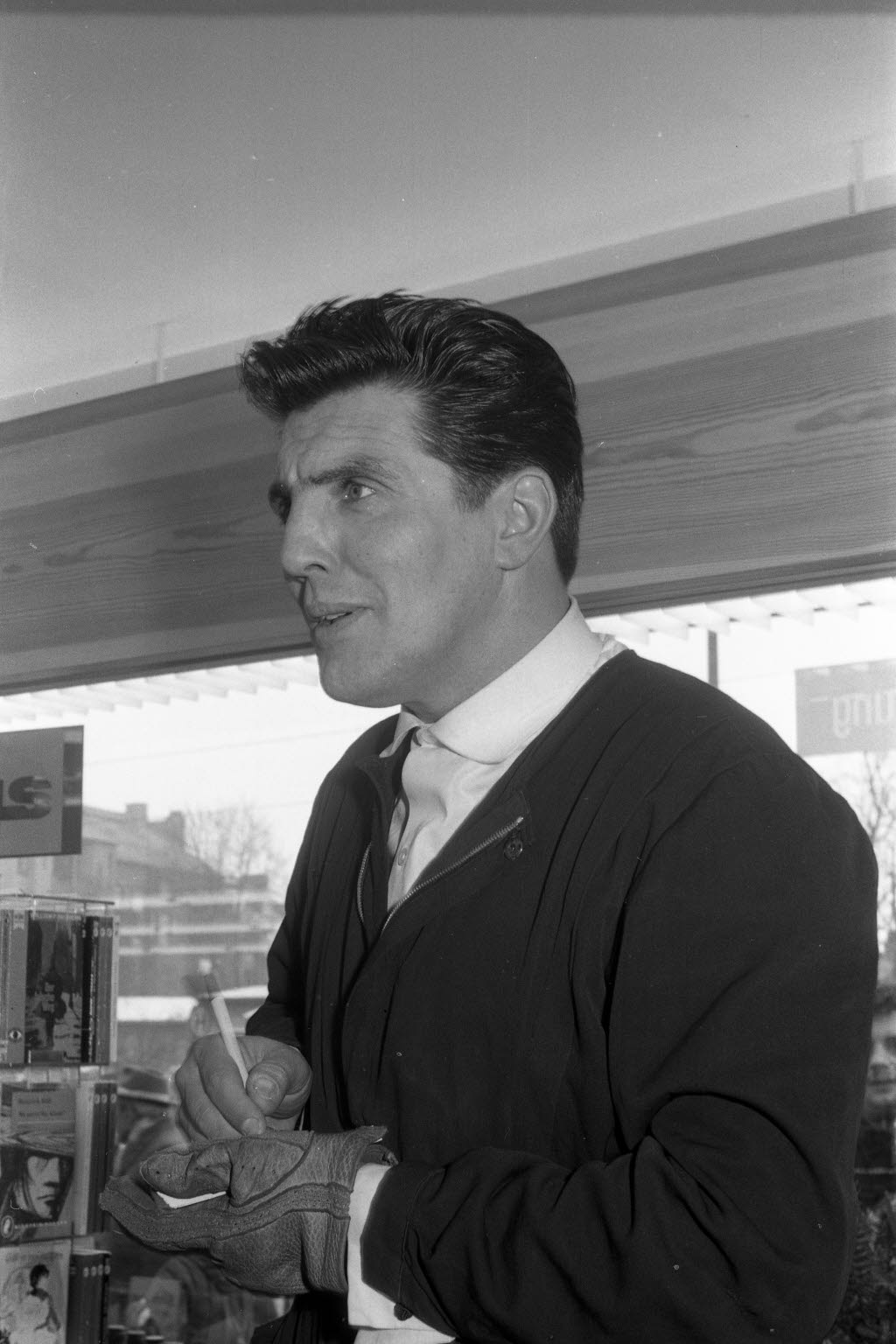
Arnim Dahl (1922–1998)

- Dahl, Aslaug (* 1949), norwegische Skilangläuferin
- Dahl, August (* 1942), deutscher evangelischer Pfarrer und Atomwaffengegner
- Dahl, Axel (1832–1880), schwedischer Landschaftsmaler der Düsseldorfer Schule und Zeichenlehrer
- Dahl, Balduin (1834–1891), dänischer Komponist und Kapellmeister
- Dahl, Benedikte (* 1954), dänische Schauspielerin
- Dahl, Birger (1916–1998), norwegischer Innenarchitekt und Industriedesigner, Professor an der Kunsthochschule Oslo
- Dahl, Birgitta (1937–2024), schwedische Politikerin
- Dahl, Bo Robin (* 1983), deutscher Basketballspieler
- Dahl, Carina (* 1985), norwegische Sängerin, Songwriterin und Teilnehmerin an Reality-Formaten
- Dahl, Carl (1810–1887), deutscher Landschaftsmaler der Düsseldorfer Schule
- Dahl, Carl (1812–1865), dänischer Marinemaler des Goldenen Zeitalters
- Dahl, Carsten (* 1967), dänischer Jazzpianist
- Dahl, Christina (* 1965), dänische Jazzmusikerin (Saxophone, Komposition)
- Dahl, Christopher (1898–1966), norwegischer Segler
- Dahl, Clarence P. (1892–1976), US-amerikanischer Politiker
- Dahl, Edgar (* 1962), deutscher Bioethiker und Philosoph
- Dahl, Edward (1886–1961), schwedischer Mittel- und Langstreckenläufer
- Dahl, Edwin Wolfram (1928–2015), deutscher Schriftsteller
- Dahl, Eilert (1919–2004), norwegischer Skisportler
- Dahl, Felicity (* 1938), britische Filmproduzentin
- Dahl, Ferdinand (* 1998), norwegischer Freestyle-Skier
- Dahl, Friedrich (1856–1929), deutscher Zoologe
- Dahl, Frithjof (1903–1962), deutscher Maler
- Dahl, Gerhard (* 1937), deutscher Psychoanalytiker
- Dahl, Gisela, deutsche Fußballspielerin
- Dahl, Göran (* 1953), schwedischer Soziologe und Hochschullehrer
- Dahl, Hanne (* 1970), dänische Politikerin und MdEP für Dänemark
- Dahl, Hannes Van (* 1990), schwedischer MusikerHannes Van Dahl (* 1990)

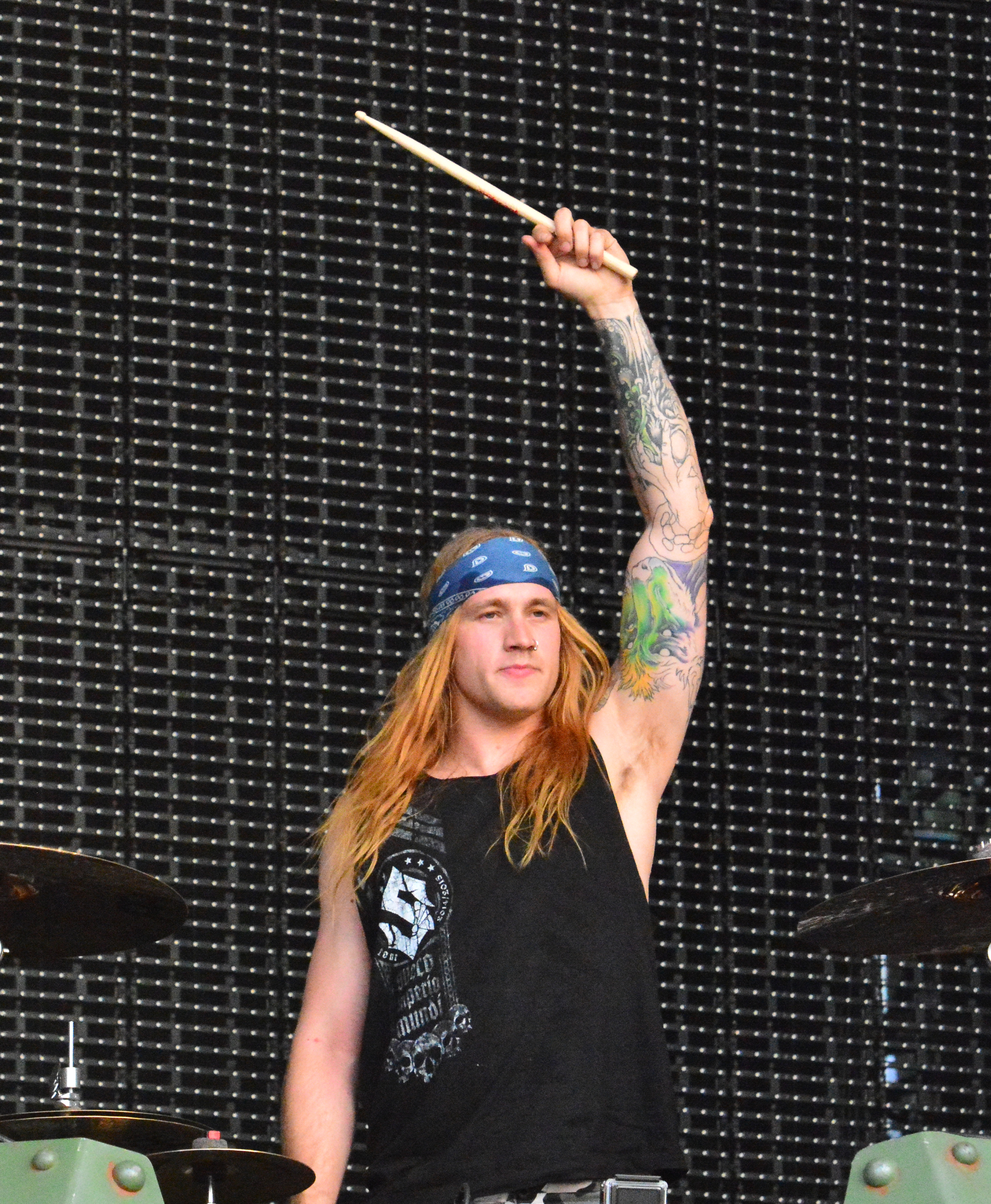
Hannes Van Dahl (* 1990)

- Dahl, Hans (1849–1937), norwegischer Landschafts- und GenremalerHans Dahl (1849–1937)

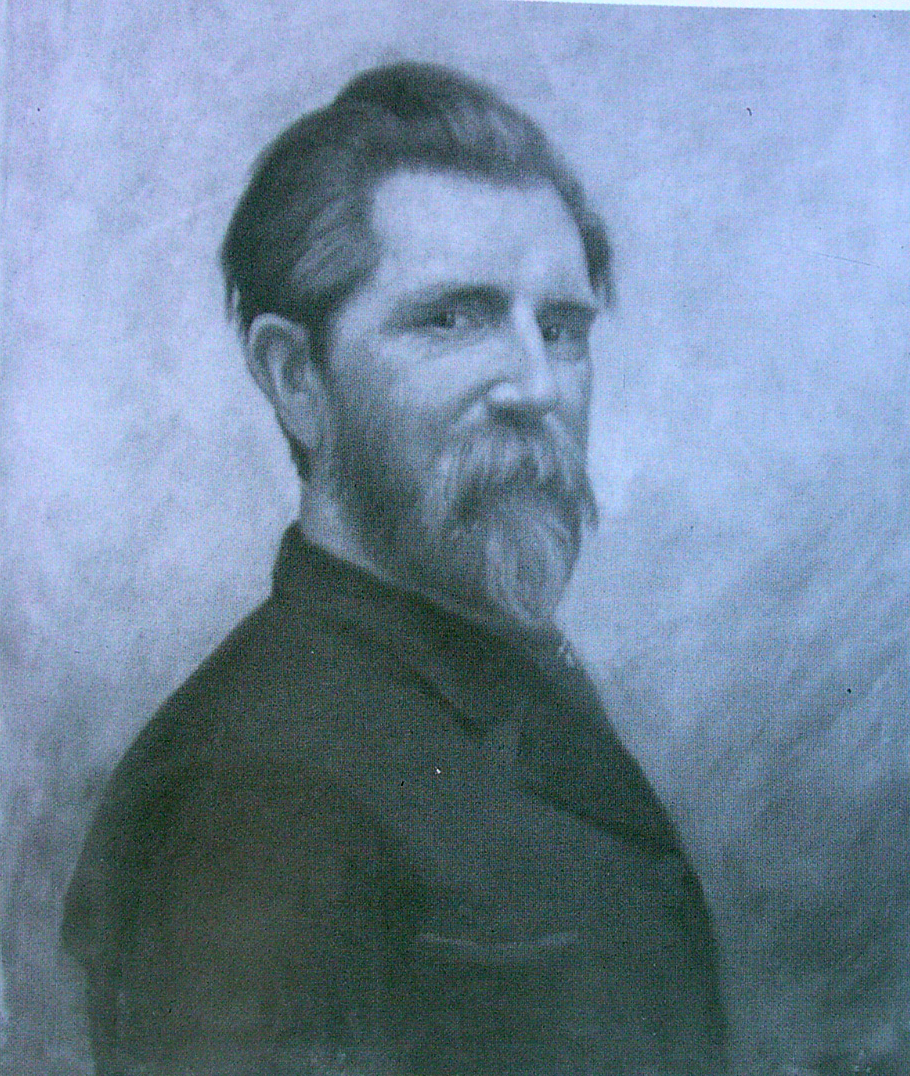
Hans Dahl (1849–1937)

- Dahl, Hans Andreas (1881–1919), norwegischer Maler
- Dahl, Hans Fredrik (* 1939), norwegischer Historiker, Journalist und Sachbuchautor
- Dahl, Harry (* 1929), deutscher Oberst im Ministerium für Staatssicherheit (MfS) der DDR
- Dahl, Håvar (* 2001), thailändisch-norwegischer Fußballspieler
- Dahl, Helge (1901–1981), dänischer Schauspieler
- Dahl, Henrik (* 1975), schwedischer Fußballspieler
- Dahl, Hermann (1894–1939), deutscher Wasserspringer
- Dahl, Hjalmar Alfred (1856–1884), norwegischer Landschaftsmaler der Düsseldorfer Schule
- Dahl, Ida (* 1996), schwedische Skilangläuferin
- Dahl, Ingolf (1912–1970), deutsch-amerikanischer Komponist und Dirigent
- Dahl, Isa (* 1965), deutsche Malerin
- Dahl, Jacob (1878–1944), färöischer Propst und Bibelübersetzer
- Dahl, Jakob (* 1866), Landwirt und Mitglied des Provinziallandtages der Provinz Hessen-Nassau
- Dahl, Jeff (* 1955), US-amerikanischer Musiker und Sänger
- Dahl, Jens (* 1946), dänischer Eskimologe, Anthropologe und Menschenrechtsaktivist
- Dahl, Jim (* 1930), US-amerikanischer Jazzmusiker
- Dahl, Johan Christian Clausen (1788–1857), norwegischer MalerJohan Christian Clausen Dahl (1788–1857)

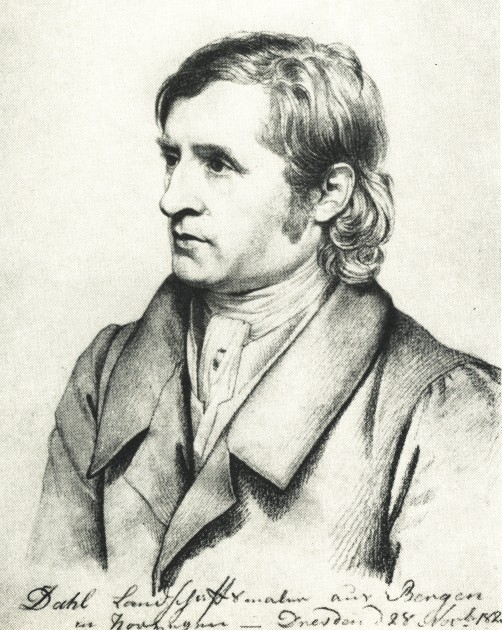
Johan Christian Clausen Dahl (1788–1857)

- Dahl, Johan Fjeldsted (1807–1877), norwegischer Buchhändler und Verleger
- Dahl, Johann Christian Wilhelm (1771–1810), deutscher Klassischer Philologe
- Dahl, Johann Siegwald (1827–1902), deutscher Maler
- Dahl, Johannes (1887–1959), deutscher katholischer Geistlicher, Generalpräses des Internationalen Kolpingwerkes
- Dahl, John (* 1956), US-amerikanischer Film- und Fernsehregisseur
- Dahl, John Kristian (* 1981), norwegischer Skilangläufer
- Dahl, Jonas (* 1978), dänischer Politiker der Sozialistischen Volkspartei (SF)
- Dahl, Joseph (1838–1917), katholischer Priester, Domkapitular
- Dahl, Jürgen (1929–2001), deutscher Buchhändler, Journalist und Autor
- Dahl, Jutta (* 1943), evangelische Theologin und Anti-Atomkraft-Aktivistin
- Dahl, Karl Wilhelm (1869–1942), deutscher Landschaftsmaler der Düsseldorfer Schule
- Dahl, Kevin (* 1968), kanadischer Eishockeyspieler
- Dahl, Kjell Ola (* 1958), norwegischer Schriftsteller
- Dahl, Konrad (1899–1955), deutscher Politiker (SPD), MdL
- Dahl, Kristian Thulesen (* 1969), dänischer Politiker
- Dahl, Laila Riksaasen (* 1947), norwegische lutherische Theologin und emeritierte Bischöfin
- Dahl, Lawrence F. (1929–2021), US-amerikanischer Chemiker
- Dahl, Lisbeth (* 1946), dänische Schauspielerin, Theaterregisseurin und Dozentin
- Dahl, Magnus (* 1988), norwegischer Handballspieler
- Dahl, Maria (1872–1972), deutsche Zoologin
- Dahl, Michael († 1743), schwedischer Porträt- und Hofmaler
- Dahl, Monica (* 1975), namibische Schwimmerin
- Dahl, Niels Fredrik (* 1957), norwegischer Autor
- Dahl, Nils (1882–1966), norwegischer Mittel- und Langstreckenläufer
- Dahl, Nils Alstrup (1911–2001), norwegischer evangelischer Theologe
- Dahl, Odd (1898–1994), norwegischer Physiker, Abenteurer, Flugpionier und Polarforscher
- Dahl, Ole-Johan (1931–2002), norwegischer Informatiker
- Dahl, Øyvind (* 1951), norwegischer Langstreckenläufer
- Dahl, Peter (* 1948), dänischer Fußballspieler
- Dahl, Petter Nosa (* 2003), norwegischer Fußballspieler
- Dahl, Ragnhild Valle (* 1998), norwegische Handballspielerin
- Dahl, Regin (1918–2007), färöischer Dichter und Komponist
- Dahl, Richard (1933–2007), schwedischer Hochspringer
- Dahl, Roald (1916–1990), britischer SchriftstellerRoald Dahl (1916–1990)

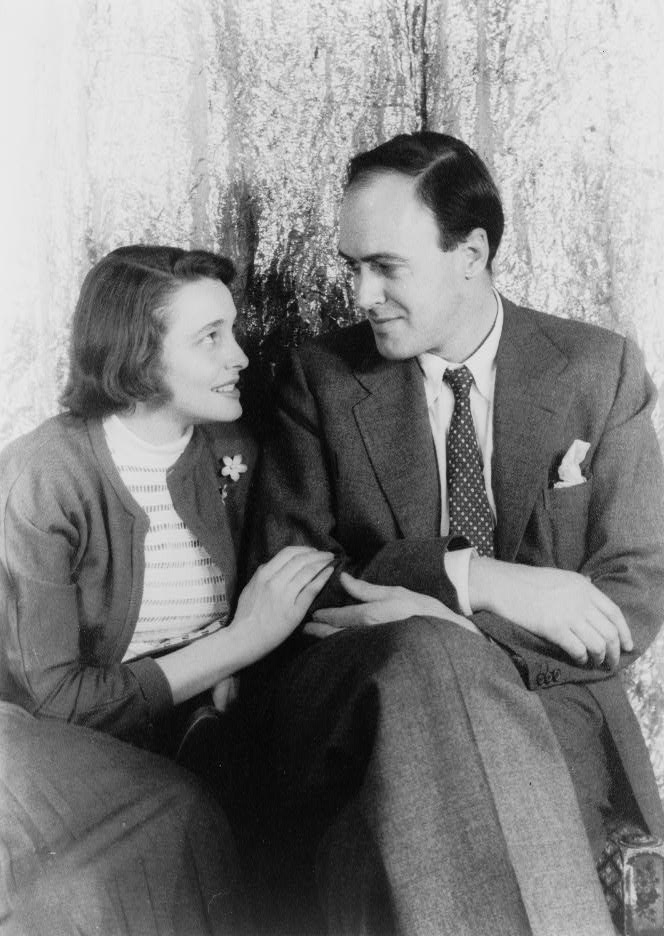
Roald Dahl (1916–1990)

- Dahl, Robert Alan (1915–2014), US-amerikanischer Politikwissenschaftler
- Dahl, Ryan (* 1981), US-amerikanischer Softwareentwickler
- Dahl, Sabine (* 1968), deutsche Journalistin und Moderatorin
- Dahl, Simon (* 1975), schwedischer Beachvolleyballspieler
- Dahl, Sophie (* 1977), britisches Fotomodell und Schriftstellerin
- Dahl, Tessa (* 1957), britische Autorin und Schauspielerin
- Dahl, Thomas (* 1964), deutscher Chorleiter und Organist
- Dahl, Thomas T. (* 1973), norwegischer Fusion- und Jazzmusiker (Gitarre, Komposition)
- Dahl, Thorsten (* 1965), deutscher Politiker (parteilos)
- Dahl, Tim (* 1985), US-amerikanischer Jazzmusiker
- Dahl, Tina, schwedische Squashspielerin
- Dahl, Tom E., Tonmeister
- Dahl, Tor Edvin (* 1943), norwegischer Schriftsteller und Literaturkritiker
- Dahl, Tove Stang (1938–1993), norwegische Juristin (Frauenrecht)
- Dahl, Tracy (* 1961), kanadische Sängerin
- Dahl, Walther (1916–1985), deutscher Luftwaffenoffizier und Inspekteur der Tagjäger
- Dahl, Willy (* 1927), norwegischer Literaturhistoriker, Literaturkritiker und Schriftsteller
- Dahl, Winfried (1928–2019), deutscher Werkstoffkundler
- Dahl-Jensen, Jens Peter (1874–1960), dänischer Bildhauer und Porzellanbildner
- Dahl-Jessen, Mikkel (* 1994), dänischer Mittel- und Langstreckenläufer
- Dahl-Jörgensen, Jesper (* 1985), deutsch-dänischer Journalist
- Dahl-Nielsen, Anders (* 1951), dänischer Handballspieler, -trainer und -funktionär
- Dahl-Wolfe, Louise (1895–1989), US-amerikanische Fotografin

#### Dahla
- Dahlan, Mohammed (* 1961), palästinensischer PolitikerMohammed Dahlan (* 1961)

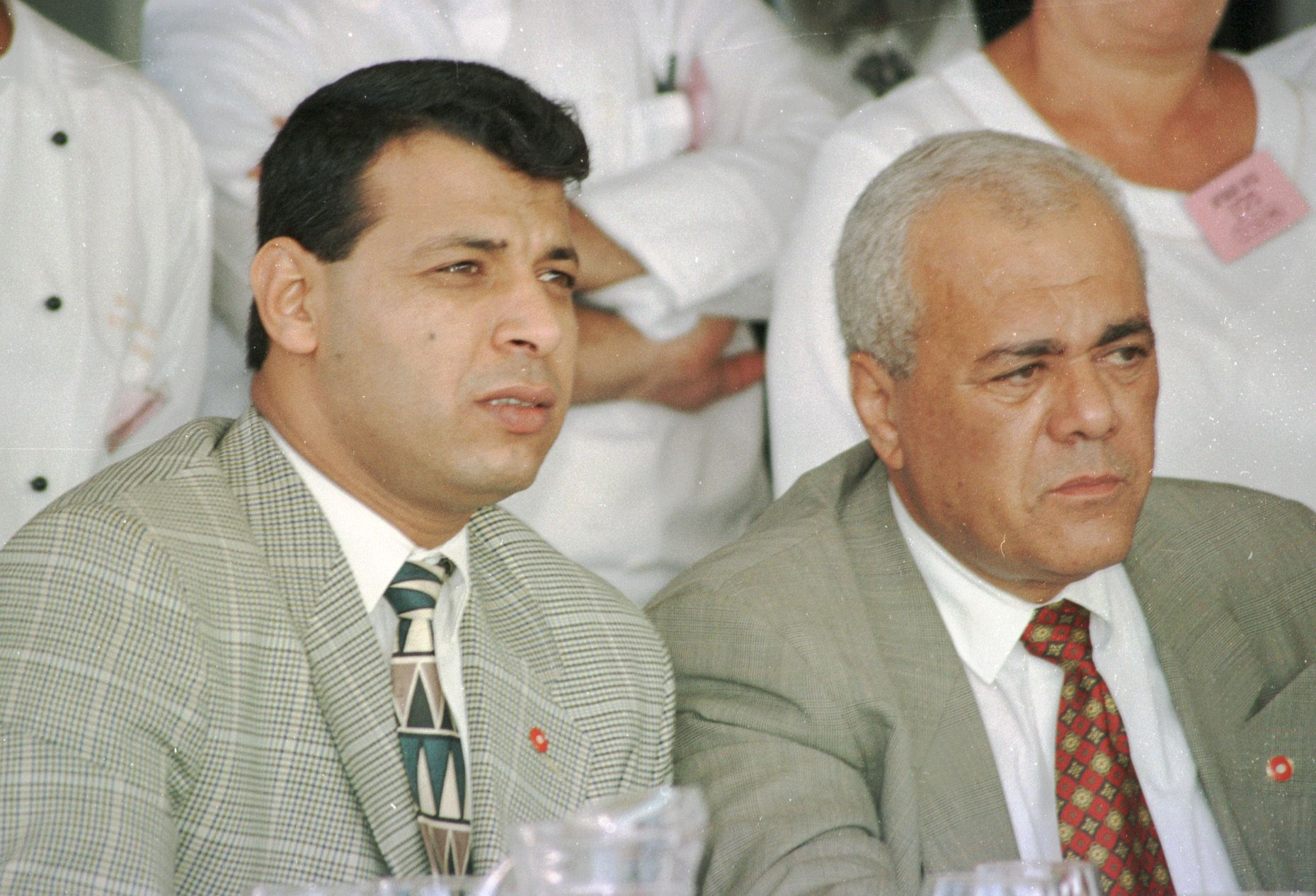
Mohammed Dahlan (* 1961)

- Dahlan, Muhammad (1909–1977), indonesischer Politiker
- Dahlander, Gustaf Robert (1834–1903), schwedischer Ingenieur und Physiker
- Dahlander, Nils-Bertil (1928–2011), schwedischer Jazz-Schlagzeuger
- Dahlander, Robert (1870–1935), schwedischer Ingenieur

#### Dahlb
- Dahlbäck, Björn (* 1949), schwedischer Mediziner (Hämatologie, Kardiologie)
- Dahlbäck, Herman (1891–1968), schwedischer Ruderer
- Dahlbäck, Jesper (* 1974), schwedischer Techno-DJ und -Produzent
- Dahlbäck, John (* 1985), schwedischer House-DJ und Produzent
- Dahlbeck, Eva (1920–2008), schwedische Schauspielerin und Schriftstellerin
- Dahlbeck, Klas (* 1991), schwedischer Eishockeyspieler
- Dahlbender, Brigitte (* 1955), deutsche Biologin, Vorsitzende des BUND Baden-Württemberg
- Dahlberg, Anton (* 1985), schwedischer Segler
- Dahlberg, Berndt (1931–2022), schwedischer Badmintonspieler
- Dahlberg, Björn (1949–1998), schwedischer Mathematiker
- Dahlberg, Edward (1900–1977), US-amerikanischer Schriftsteller und Essayist
- Dahlberg, Erik (1625–1703), schwedischer Feldmarschall
- Dahlberg, Ferdinand (1821–1891), Lübecker Kaufmann und Politiker
- Dahlberg, Gregory R. (* 1951), US-amerikanischer Jurist, Heeresminister
- Dahlberg, Gunnar (1893–1956), schwedischer Medizinischer Statistiker und Humangenetiker
- Dahlberg, Heléne (* 1971), schwedische Biathletin
- Dahlberg, Ingetraut (1927–2017), deutsche Informationswissenschaftlerin und Philosophin
- Dahlberg, Ingrid (* 1941), schwedische Regisseurin, Film- und Fernsehproduzentin und Politikerin
- Dahlberg, Johan Victor (1915–1946), niederländischer Komponist
- Dahlberg, Ludwig (* 1978), schwedischer Schlagzeuger
- Dahlberg, Mae (1888–1969), australische Varieté-Tänzerin und SchauspielerinMae Dahlberg (1888–1969)

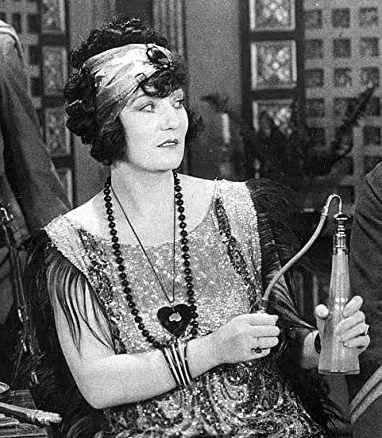
Mae Dahlberg (1888–1969)

- Dahlberg, Mikael (* 1985), schwedischer Fußballspieler
- Dahlberg, Monika (* 1936), deutsche Schauspielerin und Sängerin
- Dahlberg, Nathan (* 1965), neuseeländischer Radrennfahrer
- Dahlberg, Olle (1928–1997), schwedischer Eisschnellläufer
- Dahlberg, Per Oscar Gustav (* 1953), schwedischer Grafiker
- Dahlberg, Pontus (* 1999), schwedischer Fußballspieler
- Dahlbom, Anders Gustaf (1806–1859), schwedischer Entomologe
- Dahlbom, Herbert (1934–2019), schwedischer Radrennfahrer
- Dahlbom, Wilhelm (1855–1928), schwedischer Maler
- Dahlbüdding, Lothar, deutscher Basketballspieler
- Dahlby, Håkan (* 1965), schwedischer Sportschütze

#### Dahle
- Dahle Flesjå, Gunn-Rita (* 1973), norwegische Mountainbikerin
- Dahle, Adolf (1890–1954), deutscher Pferdemaler, Zeichner, Presse- und Entwurfs-Zeichner für Glasmalereien
- Dahle, Brian (* 1965), US-amerikanischer Politiker der Republikanischen Partei in Kalifornien
- Dahle, Gro (* 1962), norwegische Schriftstellerin
- Dahle, Herman Bjorn (1855–1920), US-amerikanischer Politiker
- Dahle, Mona (* 1970), norwegische Handballspielerin
- Dahle, Stefanie (* 1981), deutsche Illustratorin für Kinderbücher
- Dahle, Tone (* 1945), norwegische Skilangläuferin
- Dahle, Wendula (* 1937), deutsche Schriftstellerin und Hochschullehrerin
- Dahleb, Mustapha (* 1952), algerisch-französischer Fußballspieler
- Dahlem, Ankalina (* 1968), deutsche Malerin und Schriftstellerin
- Dahlem, Anton (1859–1935), deutscher Jurist und Politiker (Zentrum), MdR
- Dahlem, Björn (* 1974), deutscher Künstler
- Dahlem, Christian (1770–1833), fränkischer Landwirt und Politiker
- Dahlem, Fabian (* 1966), deutscher Eishockeyspieler und -trainer
- Dahlem, Franz (1892–1981), deutscher Politiker (KPD, SED), MdR, MdV, Mitglied des Politbüros des ZK und Kaderchef der SEDFranz Dahlem (1892–1981)

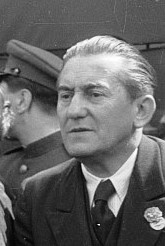
Franz Dahlem (1892–1981)

- Dahlem, Friedrich (1886–1970), Politiker (CDU), MdL
- Dahlem, Fritz (1921–2013), deutscher Politiker (FDP), Bürgermeister in Mainz
- Dahlem, Hans (1928–2006), deutscher Künstler
- Dahlem, Johann (1797–1847), fränkischer Landwirt
- Dahlem, Karsten (* 1975), deutscher Schauspieler, Regisseur und Drehbuchautor
- Dahlem, Käthe (1899–1974), deutsche KPD- und DFD-Funktionärin
- Dahlem, Otto (1872–1931), deutscher Obstzüchter und Hoflieferant
- Dahlem, Otto (1891–1980), deutscher Politiker (NSDAP), MdR, MdL und SA-Führer
- Dahlem, Rainer (* 1946), deutscher Gewerkschaftsfunktionär (GEW)
- Dahlem, Robert (1922–1976), einer der Anführer während des Volksaufstands im Juni 1953 in Rostock-Warnemünde
- Dahlem, Sven (* 1947), deutscher Schauspieler, Hörspiel- und Synchronsprecher und -regisseur
- Dahlemann, Patrick (* 1988), deutscher Politiker (SPD), MdL
- Dahlen von Orlaburg, Franz (1779–1859), österreichischer Feldzeugmeister
- Dahlen von Orlaburg, Hermann (1828–1887), österreichischer Offizier
- Dahlén, Andreas (* 1982), schwedischer Fußballspieler
- Dahlen, Armin (1919–2013), österreichischer Schauspieler und Regisseur
- Dahlen, Chester A. (1910–2006), US-amerikanischer Offizier, Generalmajor der US-Army
- Dahlen, Heinrich Wilhelm (1853–1904), deutscher Ökonomierat, Publizist und Generalsekretär des Deutschen Weinbauvereins
- Dahlén, Jonathan (* 1997), schwedischer Eishockeyspieler
- Dahlen, Klaus (1938–2006), deutscher SchauspielerKlaus Dahlen (1938–2006)

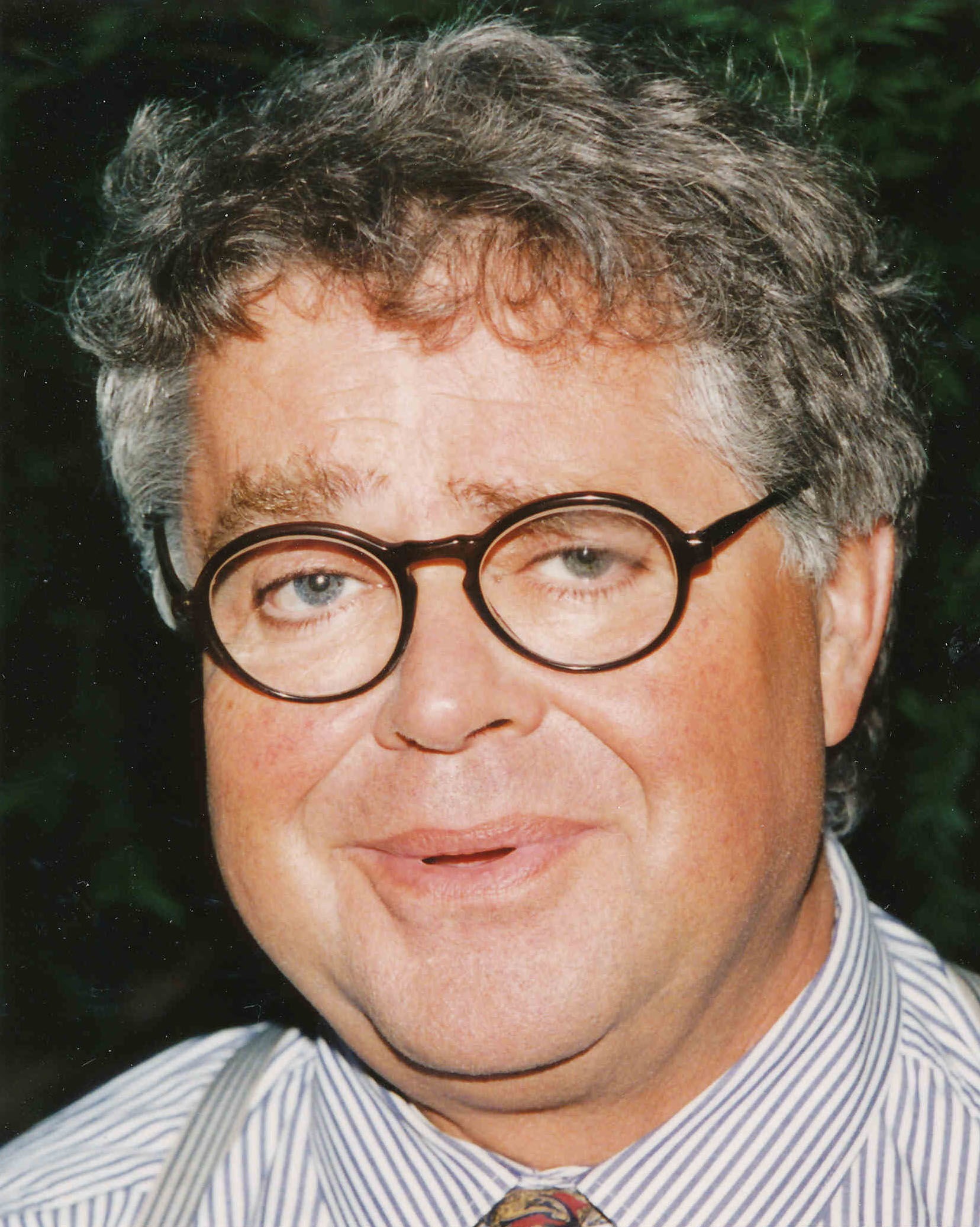
Klaus Dahlen (1938–2006)

- Dahlen, Paul (1881–1954), deutscher Maler und Grafiker
- Dahlen, Reiner (1837–1874), deutscher Maler der Düsseldorfer Schule
- Dahlén, Ulf (* 1967), schwedischer Eishockeyspieler, -trainer und -scout
- Dahlenburg, Birgit (1959–2017), deutsche Kunsthistorikerin
- Dahlenburg, Kurt (* 1889), deutscher Tierarzt und Politiker (LDP)
- Dahlenkamp, Christian (1777–1835), deutscher Kaufmann und Politiker
- Dähler, Edmund (1873–1947), Schweizer Politiker (Katholisch-Konservative)
- Dähler, Franz (1922–2013), Schweizer Theologe
- Dähler, Johann Baptist (1808–1879), Schweizer Politiker (Katholisch-Konservative)
- Dähler, Johann Baptist Edmund (1847–1927), Schweizer Politiker (Katholisch-Konservative)
- Dähler, Jörg Ewald (1933–2018), Schweizer Dirigent, Cembalist und Komponist
- Dahler, Ludwig (* 1957), deutscher Fußballspieler
- Dähler, Marie-Louise, Schweizer Cembalistin
- Dähler, Roland (* 1961), Schweizer Politiker, Landammann von Appenzell Innerrhoden
- Dähler, Thomas (* 1953), Schweizer Verkehrsingenieur, Autor und Politiker
- Dahler, Wolfgang (* 1975), deutscher Politiker (CDU), MdB
- Dahlerup, Carl Emil (1813–1890), Gouverneur der Färöer
- Dahlerup, Hans Birch (1790–1872), dänischer Seeoffizier in österreichischen Diensten
- Dahlerup, Verner (1859–1938), dänischer Philologe und Lexikograph
- Dahlerup, Vilhelm (1836–1907), dänischer Architekt
- Dahlerus, Birger (1891–1957), schwedischer Unternehmer und Großindustrieller

#### Dahlg
- Dahlgaard, Bertel (1887–1972), dänischer Politiker (Det Radikale Venstre), Mitglied des Folketing und Minister
- Dahlgaard, Tyge (1921–1985), dänischer Diplomat und Politiker (Socialdemokraterne), Botschafter und Minister
- Dahlgreen, Charles William (1864–1955), US-amerikanischer Maler und Grafiker
- Dahlgren, Carl Fredrik (1791–1844), schwedischer Dichter und Priester
- Dahlgren, Chris (* 1961), US-amerikanischer Jazzbassist
- Dahlgren, Eva (* 1960), schwedische Sängerin, Songschreiberin, Autorin und SchauspielerinEva Dahlgren (* 1960)

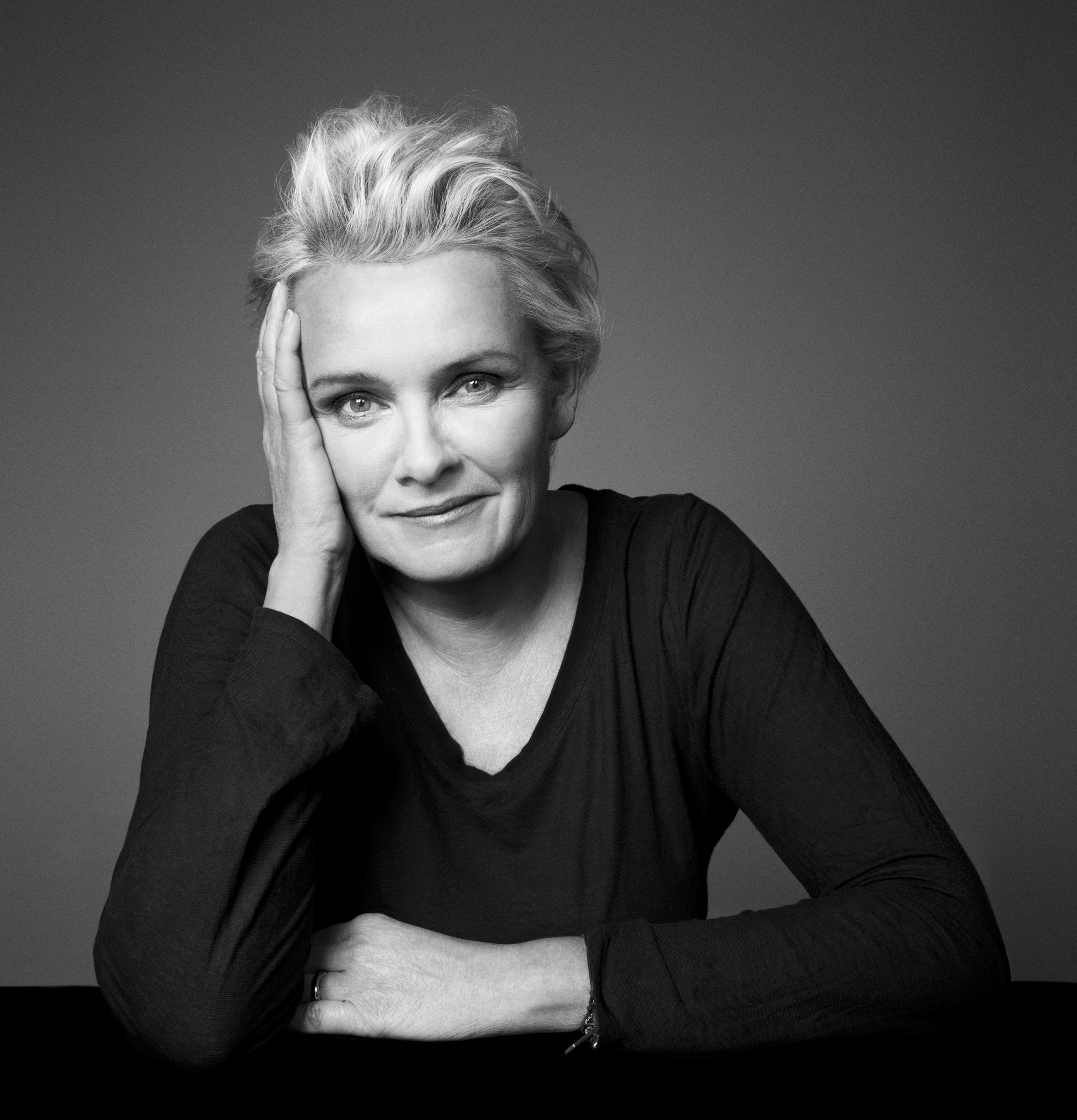
Eva Dahlgren (* 1960)

- Dahlgren, Hans (* 1948), schwedischer Politiker (SAP) und EU-Minister
- Dahlgren, Jay (* 1948), kanadische Speerwerferin
- Dahlgren, Jennifer (* 1984), argentinische Leichtathletin
- Dahlgren, John Adolphus Bernard (1809–1870), US-amerikanischer Admiral
- Dahlgren, Jonas (* 1966), schwedischer Fußballspieler
- Dahlgren, Leif (1906–1998), schwedischer Zehnkämpfer
- Dahlgren, Lotten (1851–1934), schwedische Autorin, Journalistin, Redakteurin und Feministin
- Dahlgren, Mathias (* 1969), schwedischer Koch, Gewinner des Bocuse d’Or
- Dahlgren, Mikael (* 1984), schwedischer Fußballspieler
- Dahlgren, Robert (* 1979), schwedischer Rennfahrer
- Dahlgren, Rolf (1932–1987), schwedischer Botaniker
- Dahlgrün, Corinna (* 1957), deutsche evangelische Theologin
- Dahlgrün, Erich (1895–1978), deutscher evangelischer Pfarrer
- Dahlgrün, Fritz (1894–1954), deutscher Geologe
- Dahlgrün, Hans Georg (1901–1974), deutscher Jurist, Verwaltungsbeamter und Politiker
- Dahlgrün, Reimar (1914–1982), deutscher Pianist, Publizist und Hochschullehrer
- Dahlgrün, Rolf (1908–1969), deutscher Politiker (FDP), MdHB, MdB

#### Dahlh
- Dahlhaus, Ben (* 1989), deutscher Schauspieler und Model
- Dahlhaus, Carl (1928–1989), deutscher MusikwissenschaftlerCarl Dahlhaus (1928–1989)

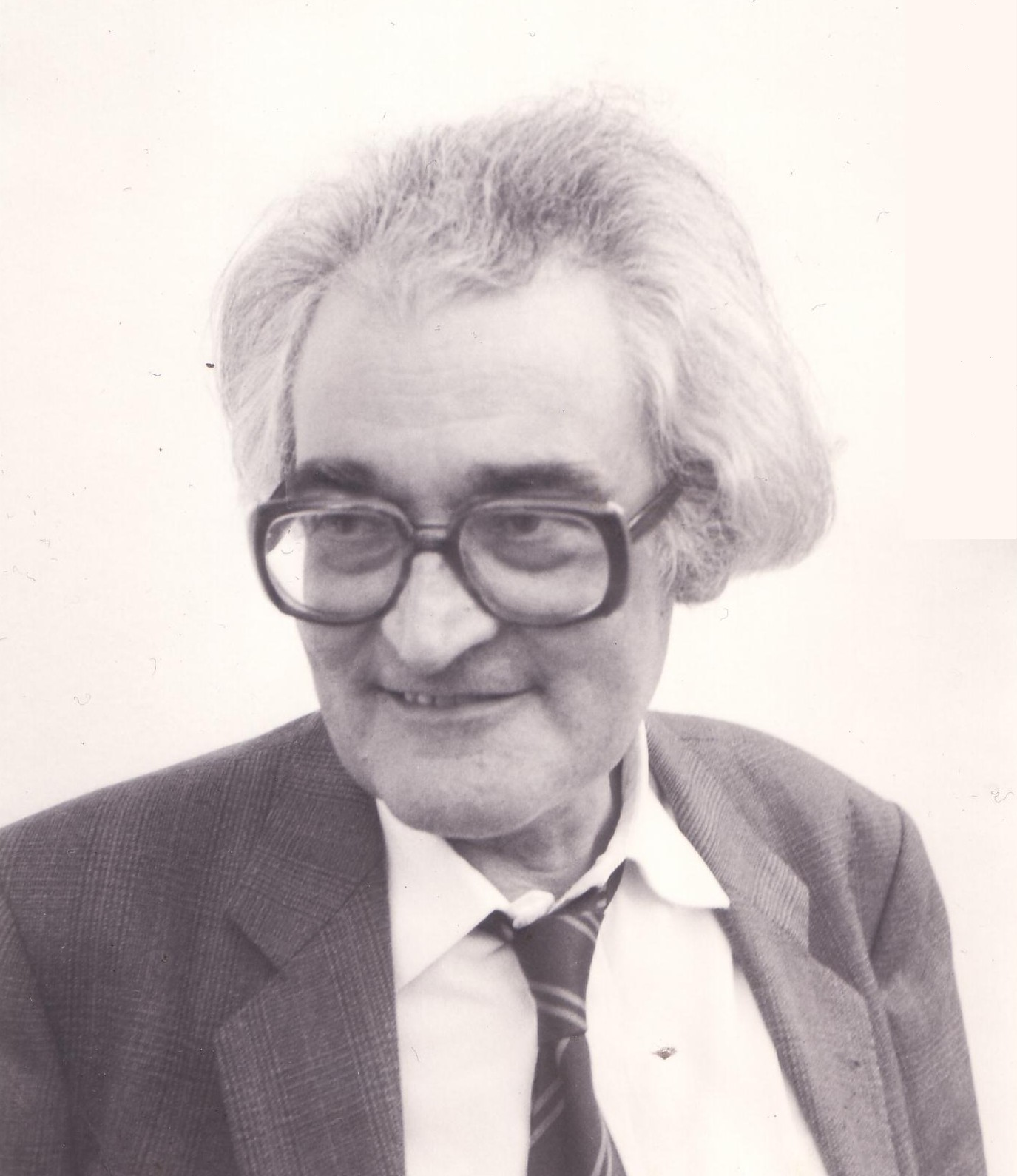
Carl Dahlhaus (1928–1989)

- Dahlhaus, Horst (1927–2017), deutscher Sozialarbeiter
- Dahlheim, Werner (* 1938), deutscher Althistoriker
- Dahlheimer, Karl (1906–1943), deutscher Fußballspieler
- Dahlhof, Herbert (1925–2006), deutscher Politiker (SPD), MdL
- Dahlhoff, Günther (* 1936), deutscher Botschafter
- Dahlhoff, H. Dieter, deutscher Ökonom und Hochschullehrer
- Dahlhoff, Maximilian (* 1992), deutscher Fußballspieler

#### Dahli
- Dahlia, Kelsi (* 1994), US-amerikanische Schwimmerin
- Dahlin, Ernst Mauritz (1843–1929), schwedischer Mathematikhistoriker
- Dahlin, Johan (* 1986), schwedischer Fußballtorhüter
- Dahlin, Kjell (* 1963), schwedischer Eishockeyspieler
- Dahlin, Marcus (* 1991), schwedischer Handballspieler
- Dahlin, Martin (* 1968), schwedischer FußballspielerMartin Dahlin (* 1968)

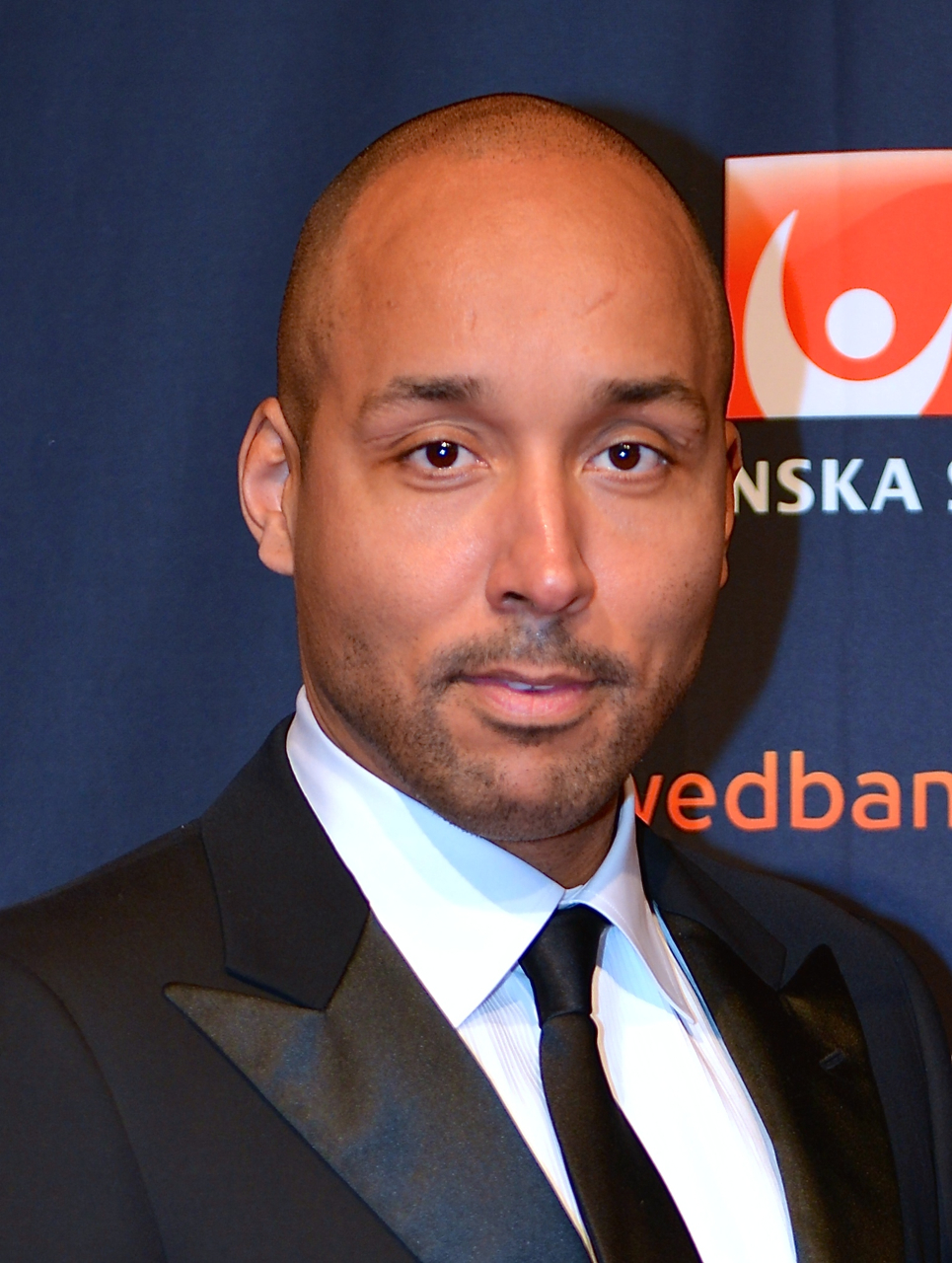
Martin Dahlin (* 1968)

- Dahlin, Max (* 2005), schwedischer Tennisspieler
- Dahlin, Morten (* 1989), dänischer Politiker
- Dahlin, Olle (* 1954), schwedischer Biathlonfunktionär
- Dahlin, Rasmus (* 2000), schwedischer Eishockeyspieler
- Dähling, Heinrich (1773–1850), deutscher Maler
- Dähling, Manfred (* 1952), deutscher Fußballspieler
- Dahlinger, Heinrich (1922–2008), deutscher Handballspieler und Segler

#### Dahlk
- Dahlkamp, Jürgen (* 1965), deutscher Journalist
- Dahlke, Arthur (1887–1952), deutscher Politiker (USPD/SED), Informant des Ostbüros der SPD
- Dahlke, Benjamin (* 1982), deutscher katholischer Theologe und Hochschullehrer
- Dahlke, Birgit (* 1960), deutsche Literaturwissenschaftlerin und Hochschullehrerin
- Dahlke, Christian (* 1969), deutscher Ruderer
- Dahlke, Ernst (1877–1960), deutscher Musikpädagoge
- Dahlke, Franz (1893–1946), deutscher Musikpädagoge und Komponist
- Dahlke, Hans (1932–1984), deutscher Hochschullehrer, Professor für Germanistik und Literaturwissenschaft
- Dahlke, Kurt (* 1958), deutscher MusikerKurt Dahlke (* 1958)

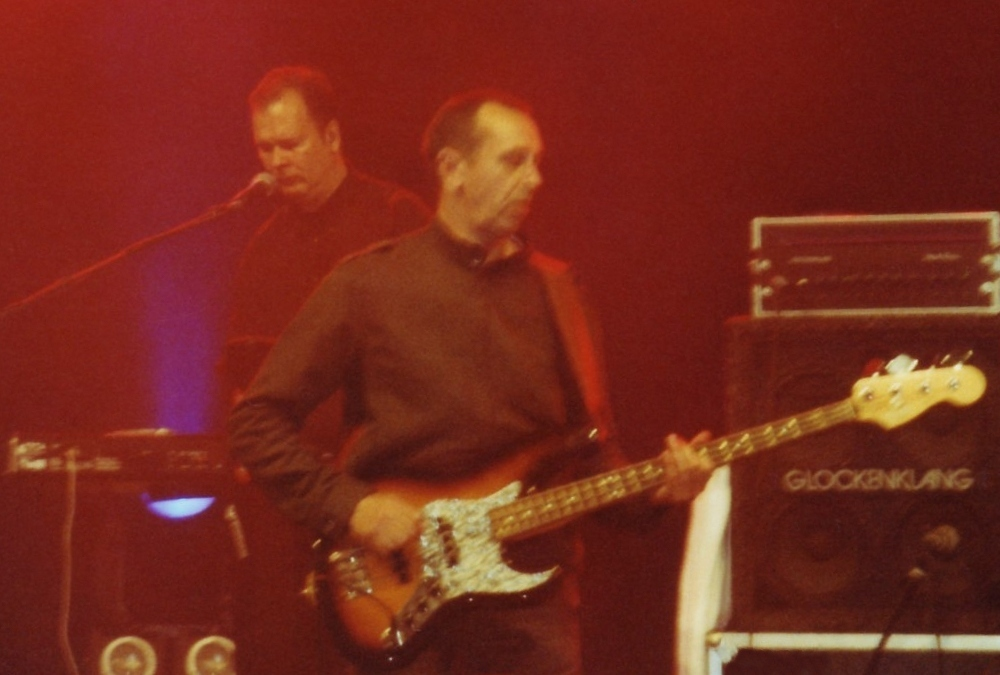
Kurt Dahlke (* 1958)

- Dahlke, Miriam (* 1989), deutsche Politikerin (Bündnis 90/Die Grünen), MdL
- Dahlke, Otto August Heinrich (* 1767), deutscher Jurist, Oberbürgermeister von Kolberg
- Dahlke, Paul (1865–1928), Wegbereiter des Buddhismus in Deutschland
- Dahlke, Paul (1904–1984), deutscher Schauspieler
- Dahlke, Ruediger (* 1951), österreichischer Humanmediziner
- Dahlke, Sandra (* 1968), deutsche Historikerin
- Dahlke, Stephan (* 1959), deutscher Mathematiker und Hochschullehrer
- Dahlke, Walter E. (1910–1995), deutscher Elektroingenieur
- Dahlke, Winfried (* 1969), deutscher Organist
- Dahlke-Piel, Susanne (* 1959), deutsche Juristin, Präsidentin des Sächsischen Oberverwaltungsgerichts
- Dahlkemper, Abby (* 1993), US-amerikanische Fußballspielerin
- Dahlkemper, Kathy (* 1957), US-amerikanische Politikerin
- Dahlkvist, Lisa (* 1987), schwedische Fußballspielerin
- Dahlkvist, Sven (* 1955), schwedischer Fußballspieler

#### Dahll
- Dahll, Tellef (1825–1893), norwegischer Geologe

#### Dahlm
- Dahlman, Albert Gustaf (1848–1920), schwedischer Henker
- Dahlman, Annika (* 1964), schwedische Skilangläuferin
- Dahlman, Cecilia (* 1968), schwedische Tennisspielerin
- Dahlman, Jenni (* 1981), finnisches Model, das 2001 zur Miss Scandinavia gewählt wurdeJenni Dahlman (* 1981)

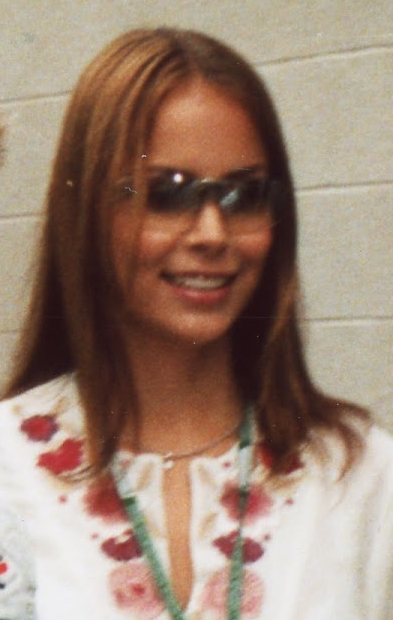
Jenni Dahlman (* 1981)

- Dahlman, Nanne (* 1970), finnische Tennisspielerin
- Dahlman, Toni (* 1979), finnischer Eishockeyspieler
- Dahlmann Birch, Gustav (* 2003), dänischer Autorennfahrer
- Dahlmann, Dittmar (* 1949), deutscher Osteuropahistoriker
- Dahlmann, Franz-Josef (* 1979), deutscher Springreiter
- Dahlmann, Friedrich Christoph (1785–1860), deutscher Historiker und Staatsmann
- Dahlmann, Hellfried (1905–1988), deutscher Klassischer Philologe
- Dahlmann, Jörg (* 1959), deutscher Fußballkommentator
- Dahlmann, Joseph (1861–1930), deutscher Jesuit, römisch-katholischer Theologe und Indologe
- Dahlmann, Kurt (1918–2017), deutscher Luftwaffenoffizier, Journalist und Chefredakteur
- Dahlmann, Manfred (1951–2017), deutscher Publizist und Herausgeber
- Dahlmann, Michael (* 1977), deutscher Fußballfunktionär
- Dahlmann, Nicolas (1769–1807), französischer General
- Dahlmann, Otto (1921–2007), deutscher Autor
- Dahlmann, Reinhold (1893–1972), deutscher Sonderschulpädagoge
- Dahlmann, Sandra (* 1968), deutsche Schwimmerin
- Dahlmann, Thilo (* 1975), deutscher Opernsänger und Hochschullehrer
- Dahlmann, Walter (* 1945), deutscher Tischtennisspieler
- Dahlmann-Stolzenbach, Gertrud (1909–1988), deutsche Schriftstellerin, Journalistin und Übersetzerin
- Dahlmeier, Laura (1993–2025), deutsche BiathletinLaura Dahlmeier (1993–2025)

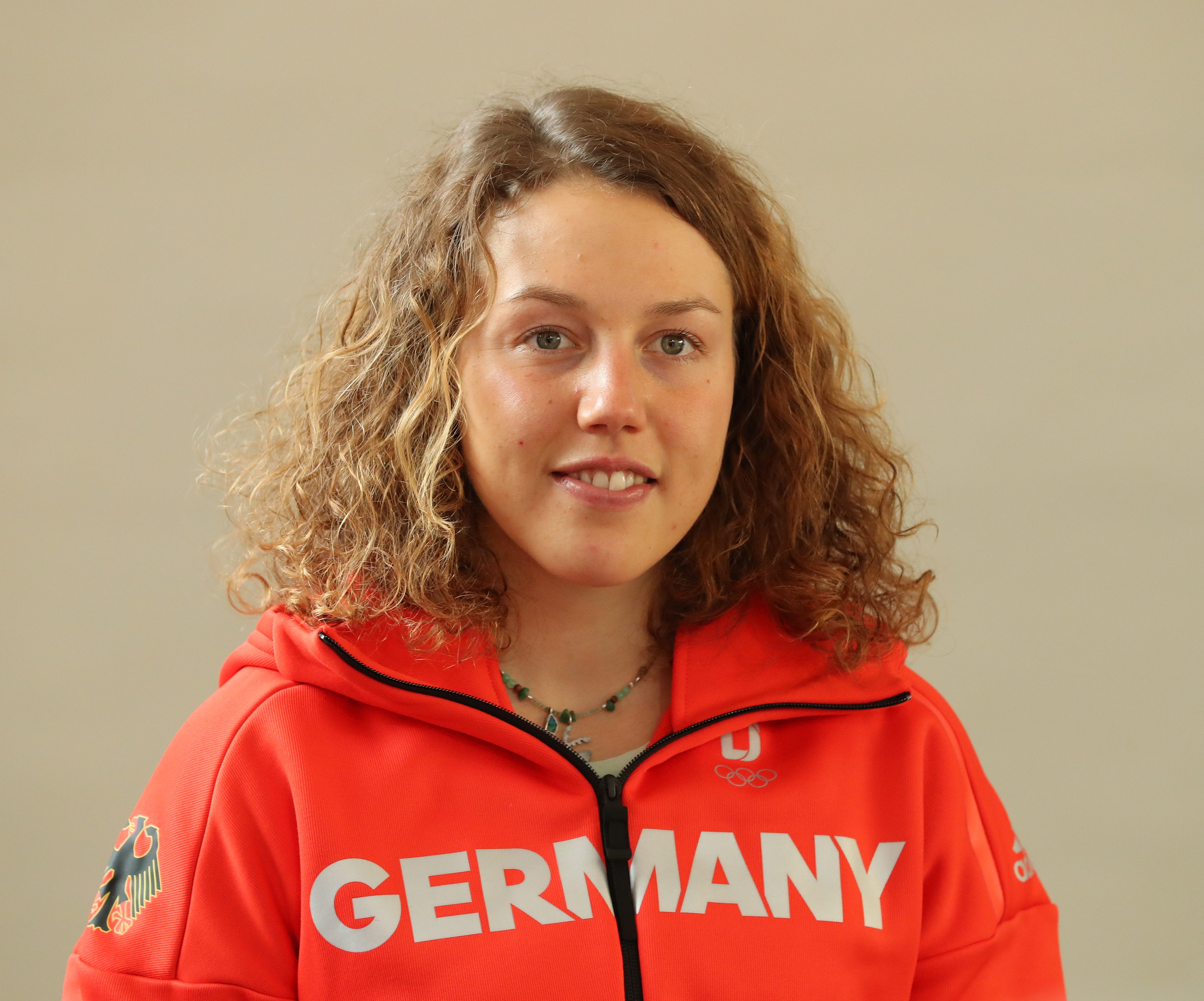
Laura Dahlmeier (1993–2025)

- Dahlmeier, Susi (* 1971), deutsche Mountainbikerin
- Dahlmo, Marianne (* 1965), norwegische Skilangläuferin

#### Dahlq
- Dahlquist, Chris (* 1962), US-amerikanischer Eishockeyspieler
- Dahlquist, Germund (1925–2005), schwedischer Mathematiker
- Dahlquist, Gordon (* 1961), US-amerikanischer Schriftsteller und Bühnenautor
- Dahlquist, John (1896–1975), amerikanischer Viersterne-General der US-Army
- Dahlqvist, Åke (1901–1991), schwedischer Kameramann
- Dahlqvist, Alfred (1914–1983), schwedischer Skilangläufer
- Dahlqvist, Hampus (* 1992), schwedischer Handball- und Beachhandballspieler
- Dahlqvist, Lars (1935–1969), schwedischer Nordischer Kombinierer
- Dahlqvist, Maja (* 1994), schwedische Skilangläuferin
- Dahlqvist, Peter (* 1956), schwedischer Fußballspieler

#### Dahls
- Dahlskog, Ewald (1894–1950), schwedischer Künstler, Kunsthandwerker, Designer und Industriegestalter
- Dahlstierna, Gunno Eurelius (1661–1709), schwedischer Landmesser und spätbarocker Dichter
- Dahlström, Alexandra (* 1984), schwedische SchauspielerinAlexandra Dahlström (* 1984)

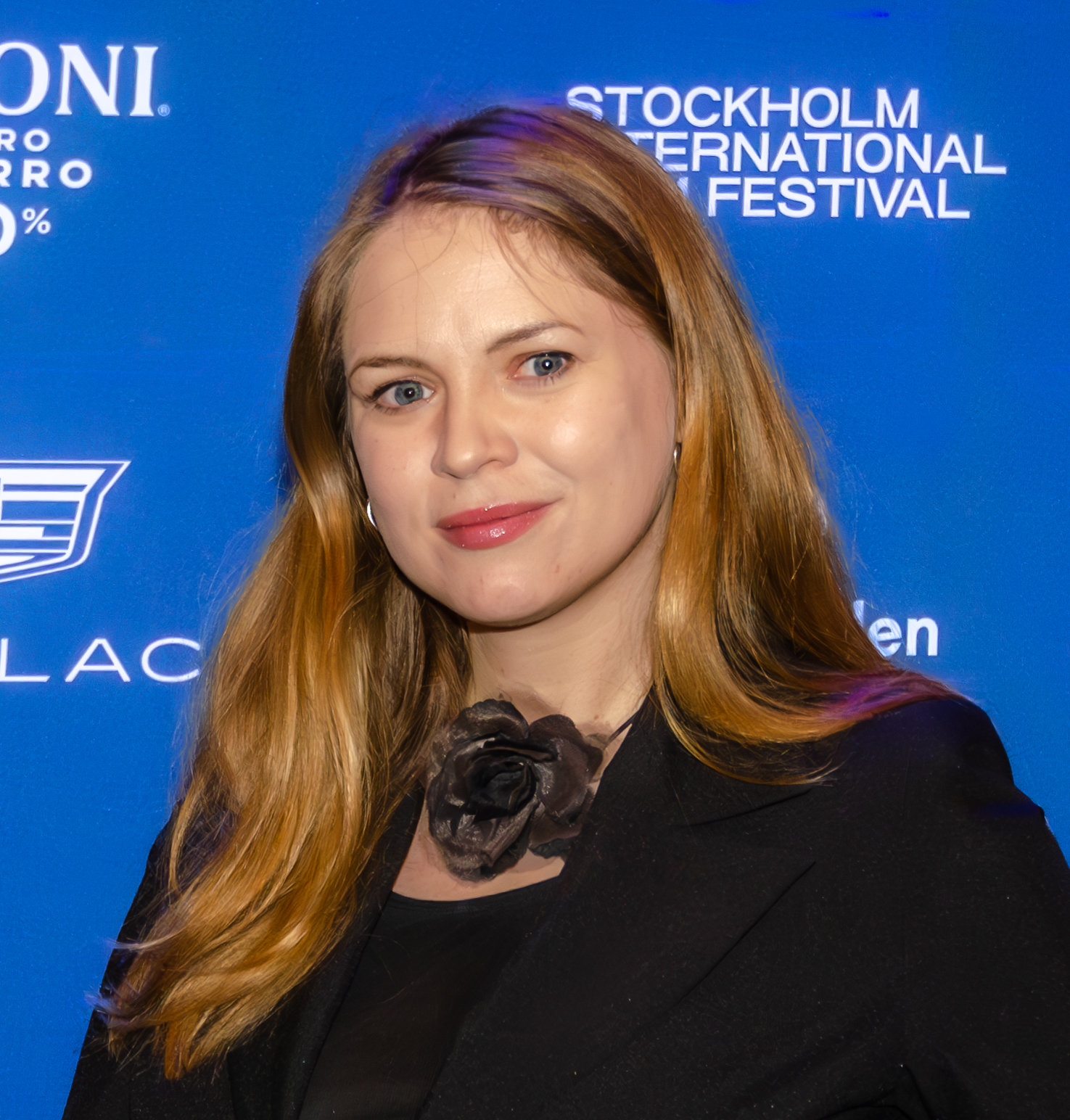
Alexandra Dahlström (* 1984)

- Dahlström, Annica (* 1941), schwedische Ärztin und Hochschullehrerin
- Dahlstrom, Cully (1913–1998), US-amerikanischer Eishockeyspieler
- Dahlström, Emma (* 1992), schwedische Freestyle-Skierin
- Dahlström, Eric (1894–1953), schwedischer Fußballspieler
- Dahlström, Fredrik (* 1971), schwedischer Fußballspieler
- Dahlström, Gunilla, schwedische Badmintonspielerin
- Dahlström, Heinrich (1840–1922), deutscher Versicherungsmakler
- Dahlström, Jesper (* 1990), schwedischer Cyclocross-, Mountainbike- und Straßenradrennfahrer
- Dahlstrøm, Ole Eskild (* 1970), norwegischer Eishockeyspieler
- Dahlstrøm, Robin (* 1988), norwegischer Eishockeyspieler
- Dahlström, Sebastian (* 1996), finnischer Fußballspieler

#### Dahlw
- Dahlweiner, Andreas (* 1734), deutscher Maler

### Dahm
- Dahm, Bernhard (1932–2023), deutscher Hochschullehrer, Professor für außereuropäische Geschichte an der Universität Passau
- Dahm, Britta (* 1968), deutsche Schwimmerin und Olympiateilnehmerin
- Dahm, Christian (* 1963), deutscher Politiker (SPD), MdL
- Dahm, Christof (* 1957), deutscher katholischer Theologe, Historiker und Fachautor
- Dahm, Daniel (* 1969), deutscher Ökologe, Aktivist, Unternehmer, PerformerDaniel Dahm (* 1969)

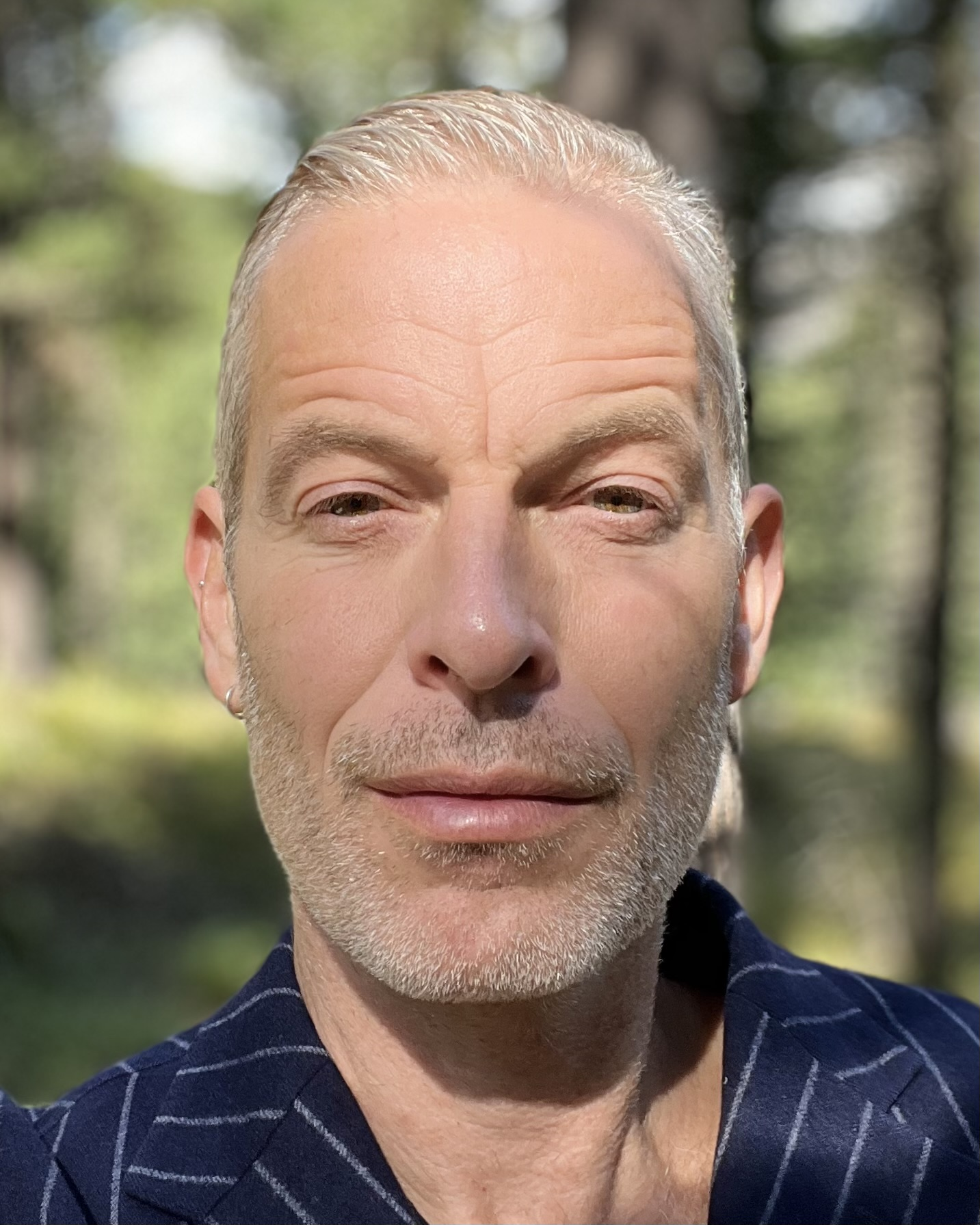
Daniel Dahm (* 1969)

- Dahm, Devi-Ananda (* 1993), deutsche Sängerin und Musical-Darstellerin

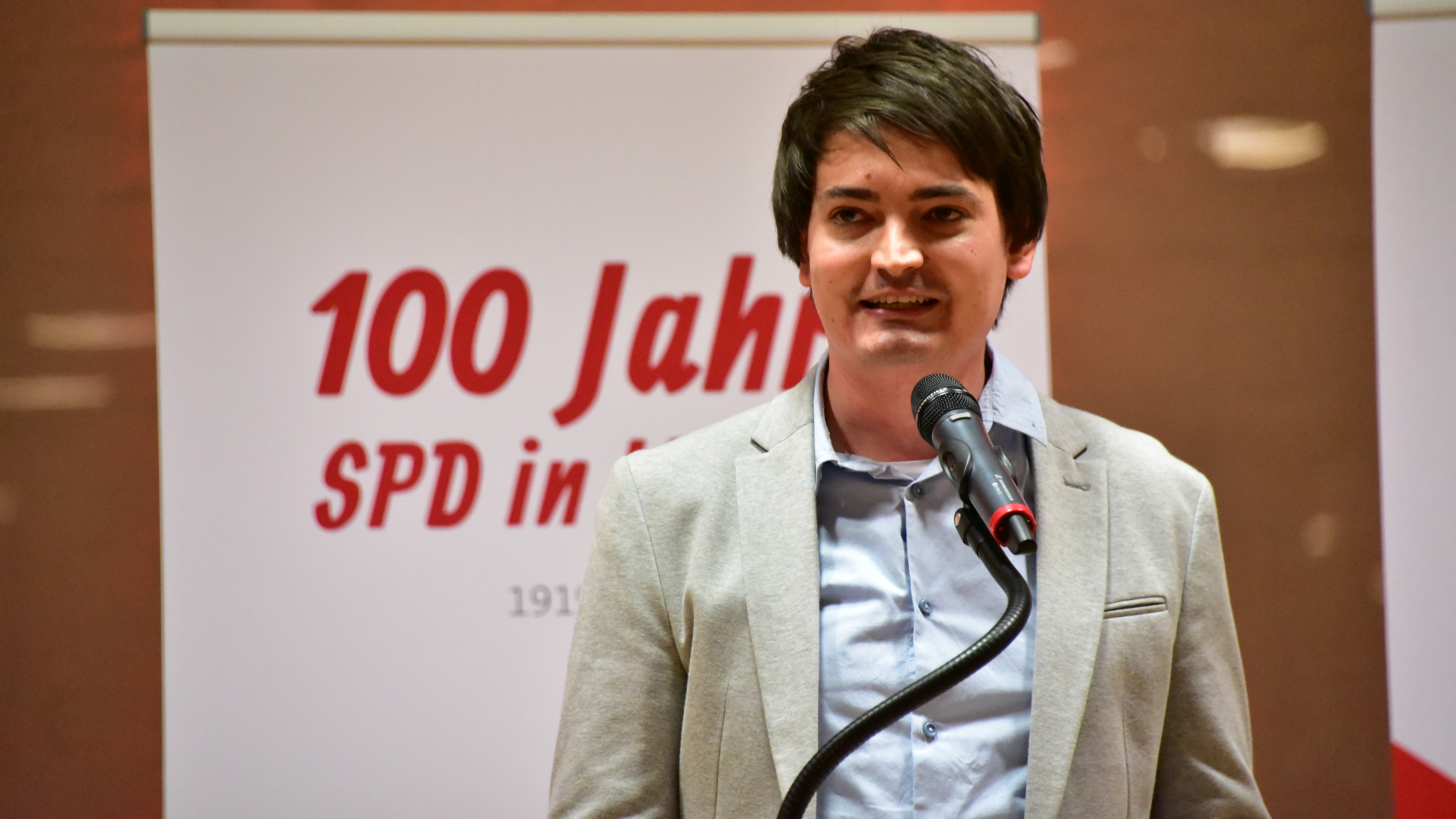
Mario Dahm (* 1989)

- Dahm, Erica (* 1977), US-amerikanisches Playmate
- Dahm, Evelin (* 1978), deutsche Schauspielerin und Sängerin
- Dahm, Georg (1904–1963), deutscher Strafrechtler und Völkerrechtler
- Dahm, Guido (* 1955), deutscher Sozialwissenschaftler, Finanzberater und Politiker (Bündnis 90/Die Grünen), MdL Rheinland-Pfalz
- Dahm, Hans-Peter, deutscher Schauspieler
- Dahm, Helen (1878–1968), Schweizer Malerin
- Dahm, Helmut (1913–1996), deutscher Historiker und Archivar
- Dahm, Helmut (* 1925), deutscher Slawist
- Dahm, Horst (1929–2022), deutscher Jäger, Herausgeber von Jagd- und Schützenliedern, Autor
- Dahm, Ingo (* 1974), deutscher Ingenieur
- Dahm, Jaclyn (* 1977), US-amerikanisches Playmate
- Dahm, Johann Jakob (1659–1727), deutscher Orgelbauer
- Dahm, Johanna (* 1974), deutsche Autorin und Unternehmerin
- Dahm, Karl-Wilhelm (* 1931), deutscher Soziologe und Theologe
- Dahm, Laura (* 1986), deutsche Moderatorin und Journalistin
- Dahm, Manuela (* 1956), deutsche Schauspielerin und Hörbuchsprecherin
- Dahm, Marcus (* 1977), deutscher Kirchenmusiker
- Dahm, Margit (* 1979), deutsche Germanistin und Literaturwissenschaftlerin
- Dahm, Mario (* 1989), deutscher Politiker (SPD), Bürgermeister der Stadt HennefMario Dahm (* 1989)
- Dahm, Nicole (* 1977), US-amerikanisches Playmate
- Dahm, Otto (1844–1908), preußischer Offizier und Limesforscher
- Dahm, Paul (1904–1974), deutscher Politiker (NSDAP), MdR, SS-Standartenführer sowie Polizeigebietsführer
- Dahm, Peter (1877–1947), deutscher Pianist und Hochschullehrer
- Dahm, Peter Jürgen, deutscher Landschaftsmaler
- Dahm, Sebastian (* 1987), dänisch-deutscher Eishockeytorwart
- Dahm, Tobias (* 1987), deutscher Leichtathlet
- Dahm, Torsten (* 1963), deutscher Geophysiker und Seismologe
- Dahm, Volker (1944–2020), deutscher Germanist und Historiker
- Dahm, Werner (1917–2008), deutscher Raketeningenieur
- Dahm, Wilhelm (1812–1880), deutscher Jurist, Bürgermeister und Parlamentarier
- Dahm-Petersen, Adolf (1856–1922), norwegischer Hochschullehrer, Sänger und Gesanglehrer
- Dahman, Fatima (* 1992), jemenitische Leichtathletin
- Dahmane (* 1959), französischer Fotograf
- Dahmane, Mohamed (* 1982), französisch-algerischer Fußballspieler
- Dahmani, Hamdi (* 1987), deutsch-tunesischer Fußballspieler
- Dahmani, Zahia (* 1972), französische Langstreckenläuferin
- Dähmcke, John (1887–1969), deutscher Maler, Grafiker und Illustrator
- Dahme, Georg Christoph (1737–1803), deutscher lutherischer Theologe und Generalsuperintendent
- Dahme, Hans (1875–1931), deutscher Architekt
- Dahme, Johann Gottlieb, kursächsischer Postkommissar, Amtmann des Amtes Torgau und bürgerlicher Rittergutsbesitzer
- Dahme, Josef (1894–1978), deutscher Generalmajor im Zweiten Weltkrieg
- Dahmen, Andrea (* 1939), deutsche Schauspielerin
- Dahmen, Aymen (* 1997), tunesischer Fußballtorhüter
- Dahmen, Carl Eduard (1800–1883), deutscher Kaufmann, königlich-bayerischer Konsul und Bürgermeister der Stadt Aachen
- Dahmen, Finn (* 1998), deutscher Fußballtorhüter
- Dahmen, Franz (1793–1865), deutscher Genre- und Porträtmaler sowie Lithograf und Zeichenlehrer
- Dahmen, Günter (1944–2018), deutscher Krätzchen- und Karnevalssänger
- Dahmen, Hans (1929–1989), deutscher Lehrer und Politiker (CDU), MdL und Staatssekretär in Rheinland-Pfalz
- Dahmen, Heinrich (1901–1988), deutscher Kommunalpolitiker
- Dahmen, Hermann Josef (1910–1991), deutscher Chorleiter, Komponist, Dirigent und Musikhistoriker
- Dahmen, Jan (1898–1957), niederländischer Violinist
- Dahmen, Janosch (* 1981), deutscher Arzt und Politiker (Bündnis 90/Die Grünen), MdB
- Dahmen, Josef (1903–1985), deutscher Schauspieler
- Dahmen, Julia (* 1978), deutsche SchauspielerinJulia Dahmen (* 1978)

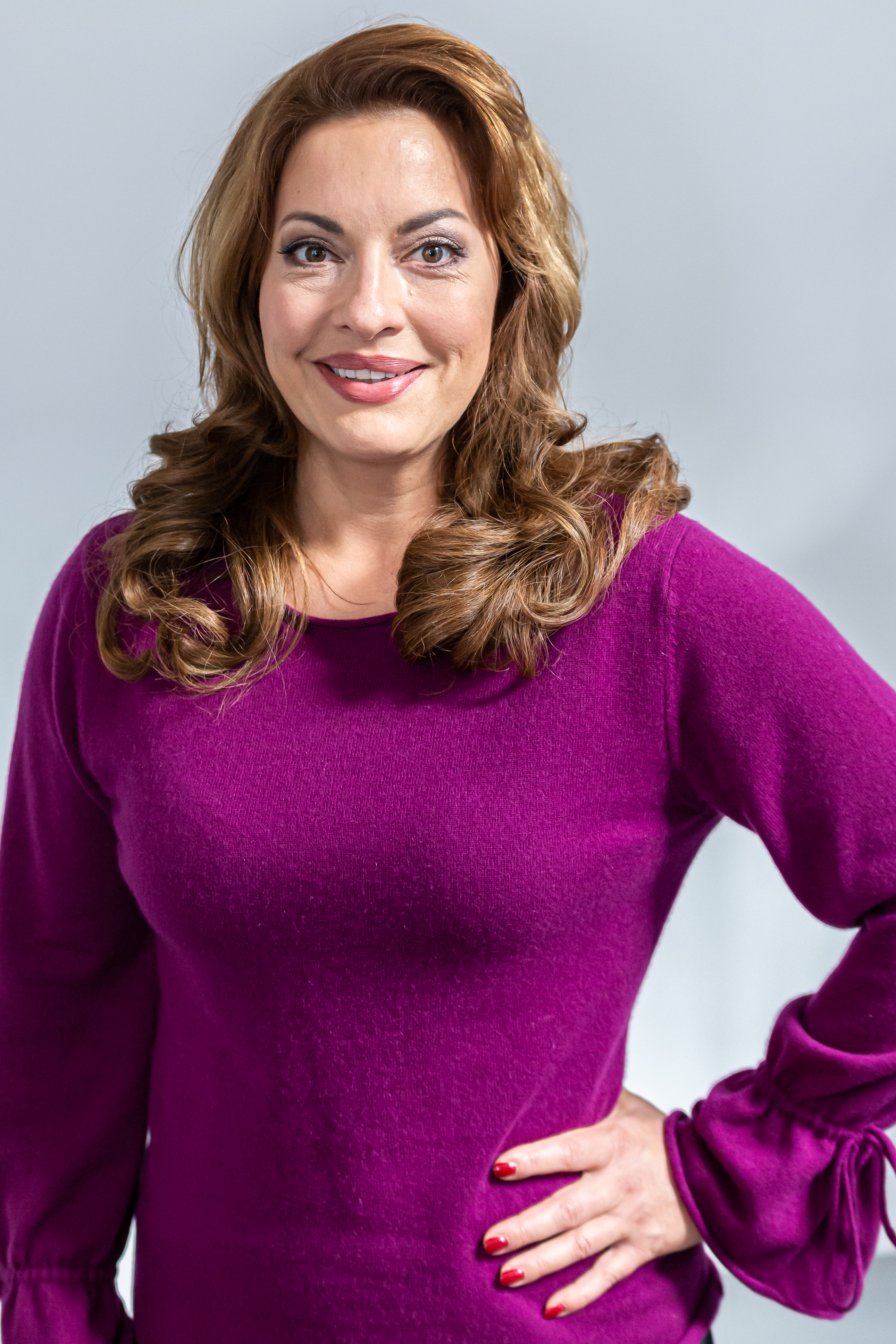
Julia Dahmen (* 1978)

- Dahmen, Jürgen (* 1956), deutscher Fusionmusiker und Filmkomponist
- Dahmen, Karen (* 1988), belgisch-deutsche Schauspielerin
- Dahmen, Karl August (1788–1874), deutscher Apotheker und Politiker
- Dahmen, Karl Fred (1917–1981), deutscher Künstler
- Dahmen, Karsten (* 1969), deutscher Klassischer Archäologe und Numismatiker
- Dahmen, Michael (* 1981), deutscher Opern- und Konzertsänger
- Dahmen, Otto (1826–1896), badischer Landwirt und Politiker
- Dahmen, Peter (1647–1736), deutscher Hofkammerrat und Bürgermeister der Reichsstadt Aachen
- Dahmen, Rudolf (1917–1989), deutscher Journalist
- Dahmen, Tobi (* 1971), deutscher Comicautor, Grafiker und Illustrator
- Dahmen, Udo (* 1951), deutscher Schlagzeuger, Musikdozent
- Dahmen, Ulrich (* 1961), deutscher Theologe
- Dahmen, Wolfgang (* 1949), deutscher Mathematiker und Taekwondo-Sportler
- Dahmen, Wolfgang (* 1950), deutscher Romanist
- Dahmer, Helmut (* 1937), deutscher Soziologe
- Dahmer, Jeffrey (1960–1994), US-amerikanischer Serienmörder
- Dahmer, Vernon (1908–1966), US-amerikanischer Bürgerrechtler
- Dahmke, Andreas (* 1959), deutscher Geologe
- Dahmke, Frank (* 1963), deutscher Handballspieler
- Dahmke, Rune (* 1993), deutscher HandballspielerRune Dahmke (* 1993)

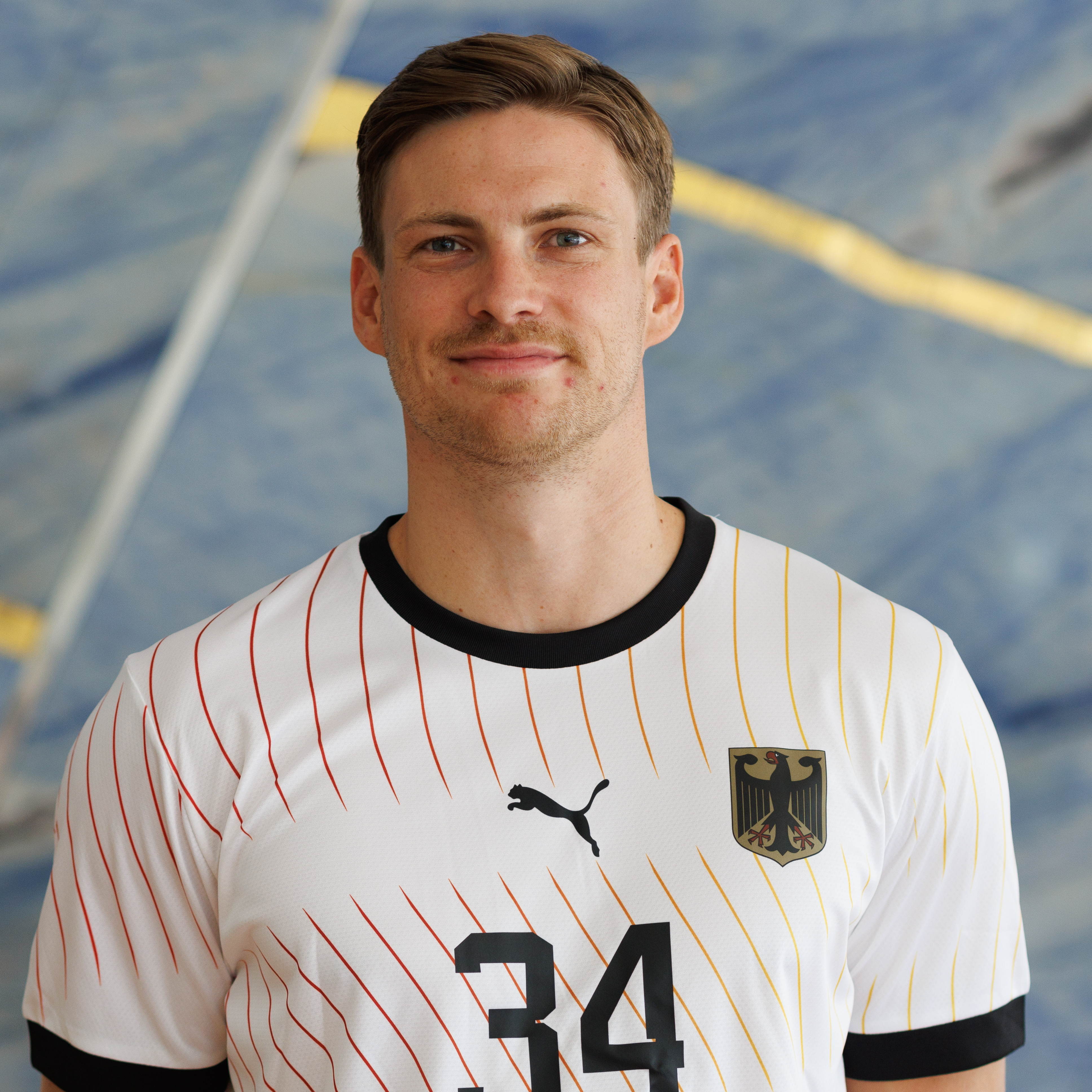
Rune Dahmke (* 1993)

- Dähmlow, Albert (1900–1931), Widerstandskämpfer gegen den Faschismus
- Dahms, Gabriele (1944–1999), deutsche Malerin
- Dahms, Günther, deutscher Unternehmer
- Dahms, Gustav (1853–1901), Leiter von Modezeitschriften in Berlin
- Dahms, Hellmuth G. (1918–2010), deutscher Historiker
- Dahms, Lena (* 2006), deutsche Fußballspielerin
- Dahms, Martin (* 1963), deutscher Journalist und Autor von Reiseführern
- Dahms, Michael (* 1956), deutscher Fußballspieler
- Dahms, Reinhard (1944–1966), deutscher Grenzsoldat, Todesopfer an der innerdeutschen Grenze
- Dahms, Rudolf (1839–1917), deutscher Altphilologe und Lehrer
- Dahms, Rudolf (1880–1959), deutscher Altphilologe und Lehrer
- Dahms, Victor (* 1973), Publizist
- Dahms, Walter (1887–1973), deutscher Journalist, Musikkritiker, Komponist und Übersetzer
- Dahms, Werner (1920–1999), deutscher Schauspieler bei Bühne, Film und Fernsehen
- Dahms, Wilhelm (1859–1939), deutscher Buchdrucker, Verleger und Publizist
- Dahms, Wolfgang (* 1950), deutscher Schriftsteller
- Dahms, Wolfram (* 1938), deutscher Architekt und Hochschullehrer
- Dahms-Oldag, Anneliese (* 1928), deutsche Schauspielerin

### Dahn
- Dähn, Arthur (1907–2004), deutscher Architekt, Stadtplaner und Baubeamter
- Dähn, Conny (1900–1972), deutscher Komponist
- Dahn, Constanze (1814–1894), deutsche Schauspielerin französisch-hugenottischer Herkunft
- Dahn, Daniela (* 1949), deutsche Journalistin und Schriftstellerin
- Dahn, Detlef (* 1943), deutscher Boxer
- Dähn, Detlef (* 1960), deutscher Historiker, Fotograf und Autor
- Dahn, Felix (1834–1912), deutscher Jurist, Schriftsteller und HistorikerFelix Dahn (1834–1912)

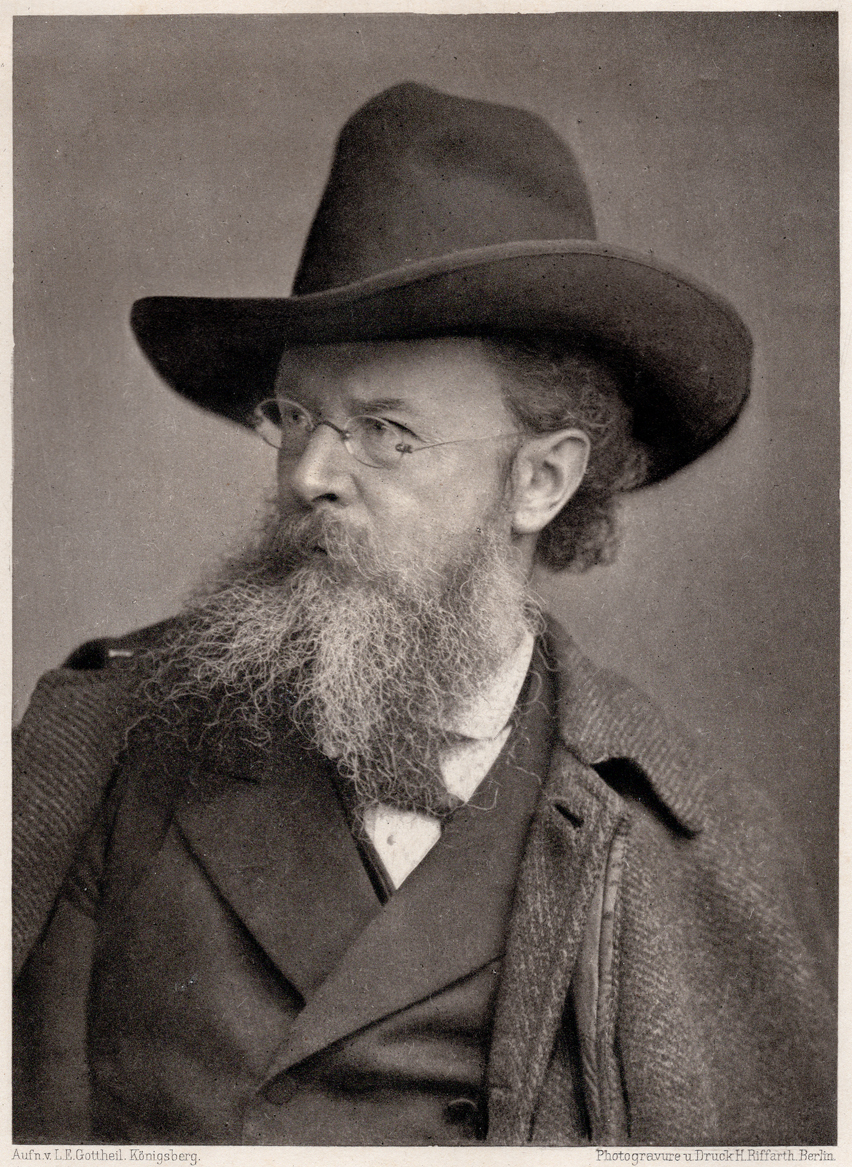
Felix Dahn (1834–1912)

- Dähn, Friedemann (* 1958), deutscher Cellist, Komponist und Klangkünstler
- Dahn, Friedrich (1811–1889), Schauspieler
- Dähn, Fritz (1908–1980), deutscher Maler, Politiker (SED), MdV und Hochschullehrer
- Dahn, Hanns (1888–1969), deutscher Rechtsanwalt
- Dahn, Ingrid (* 1939), deutsche Bildhauerin und Malerin
- Dähn, Karl-Heinz (1926–2016), deutscher Lehrer und Heimatforscher
- Dahn, Ludwig (1843–1898), deutscher Schauspieler
- Dähn, Mayke (* 1991), deutsch-slowenische Schauspielerin und Synchronsprecherin
- Dahn, Peter Immanuel, Jurist im Dienst der Geistlichen Güterverwaltung der Kurpfalz
- Dahn, Therese (1845–1929), deutsche Schriftstellerin
- Dähn, Uwe (* 1950), deutscher Politiker (Neues Forum, Bündnis 90/Die Grünen), MdA
- Dahn, Walter (1954–2024), deutscher Maler, Fotograf, Tonkünstler und Hochschullehrer
- Dahn-Fries, Sophie (1835–1898), deutsche Malerin
- Dahn-Hausmann, Marie (1829–1909), deutsch-österreichische Theaterschauspielerin
- Dähncke, Rose Marie (* 1925), deutsche Mykologin
- Dähne, August Ferdinand (1807–1893), deutscher evangelischer Theologe
- Dähne, Eberhard (1938–2010), deutscher Sozialwissenschaftler und Politiker (DKP), SDS-Vorsitzender
- Dähne, Emil (1902–1968), deutscher Schachfunktionär
- Dahne, Gerhard (* 1934), deutscher Schriftsteller, Publizist und Verleger
- Dähne, Helmut (* 1944), deutscher MotorradsportlerHelmut Dähne (* 1944)

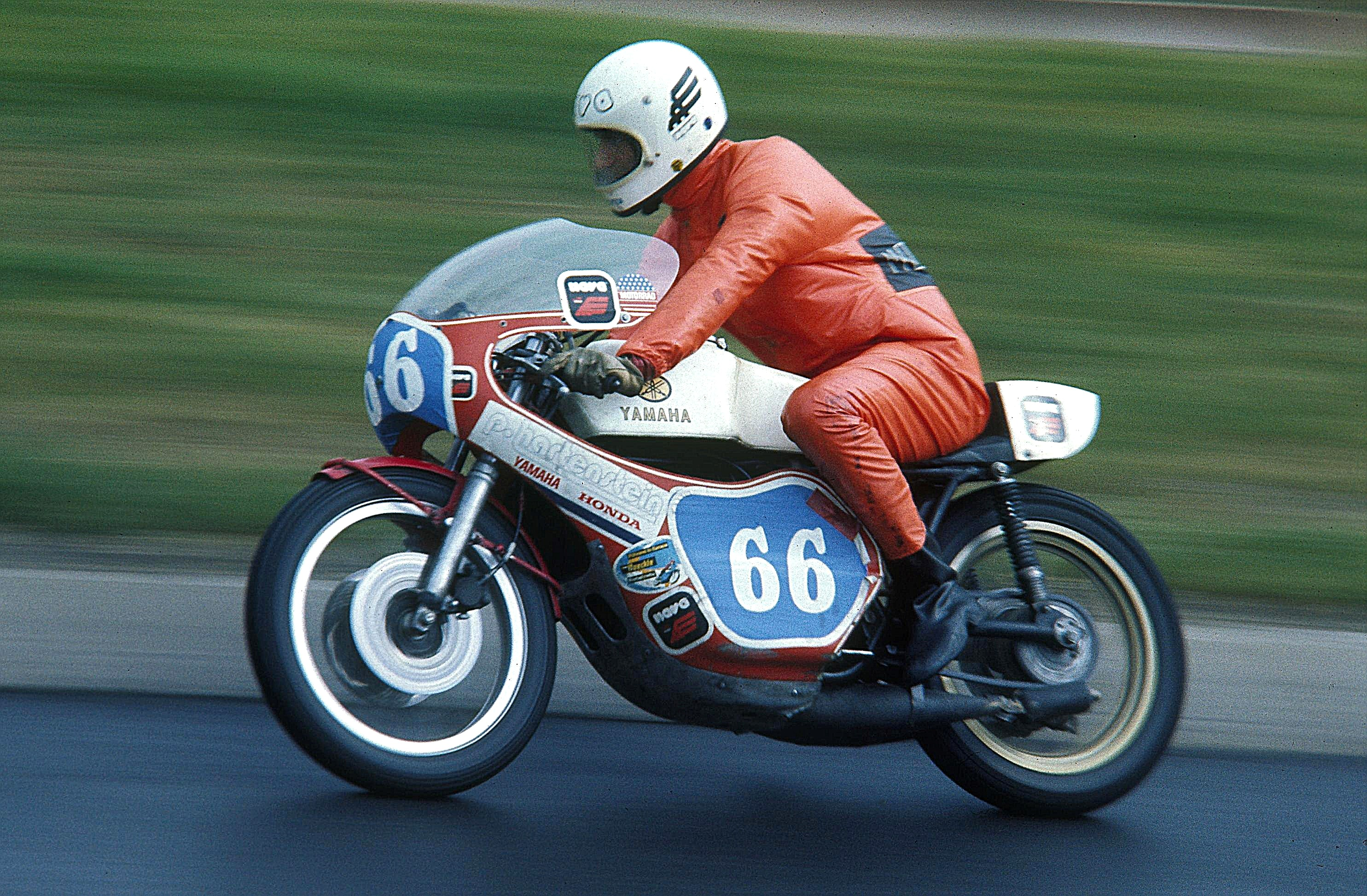
Helmut Dähne (* 1944)

- Dähne, Johnny (* 1982), deutscher Handballspieler
- Dähne, Manfred (* 1945), deutscher Radrennfahrer
- Dähne, Sabine (* 1950), deutsche Olympiasiegerin im Rudern
- Dähne, Siegfried (1929–2011), deutscher Farbstoffchemiker
- Dähne, Thomas (* 1994), deutscher FußballtorhüterThomas Dähne (* 1994)

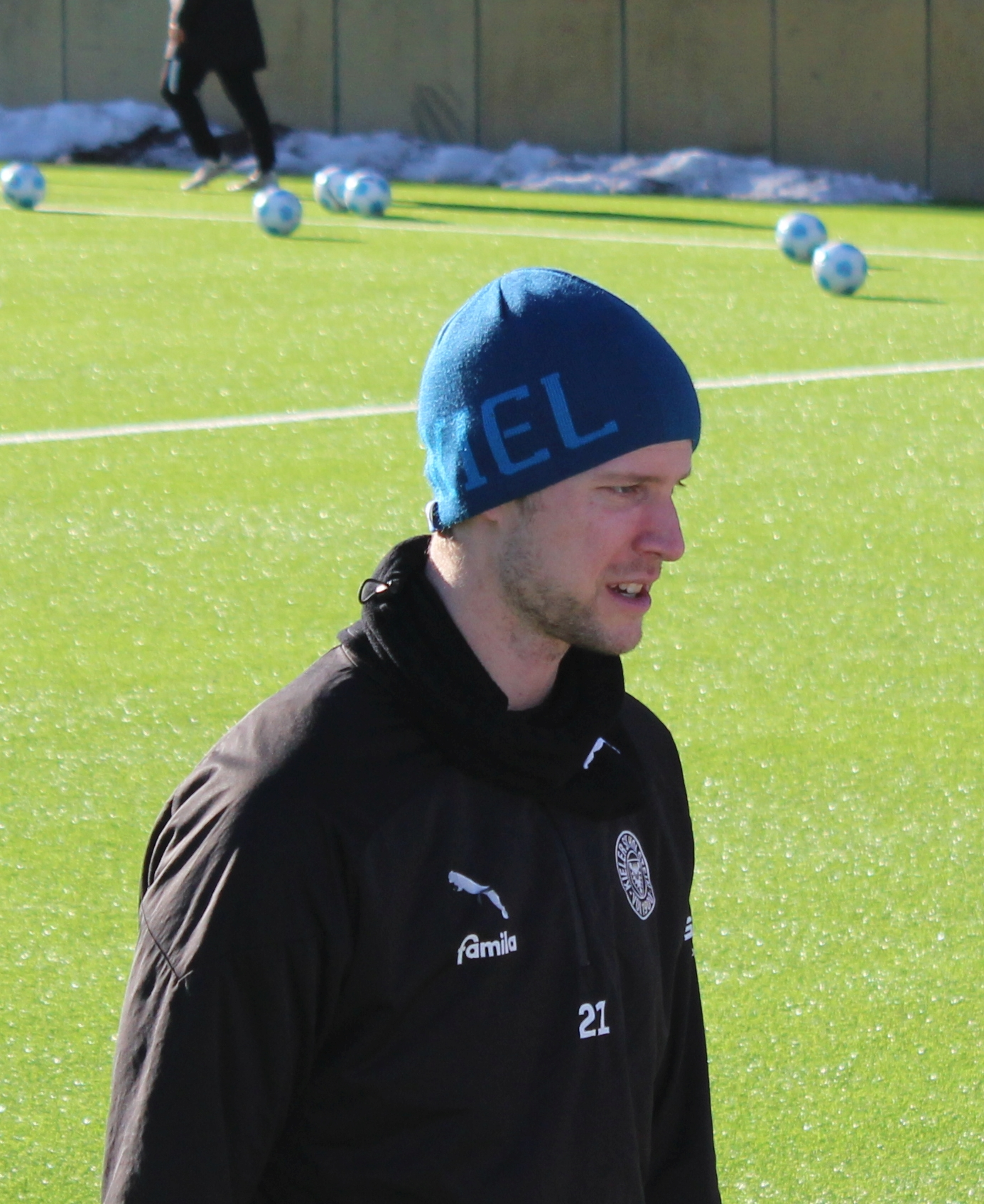
Thomas Dähne (* 1994)

- Dähne, Wolfgang (1932–2010), deutscher Chemiker
- Dähne-Kummerow, Heike (* 1961), deutsche Schwimmerin
- Dähnert, Johann Carl (1719–1785), deutscher Bibliothekar, Rechtswissenschaftler, Sprachforscher und Historiker
- Dähnert, Stefan (* 1961), deutscher Drehbuch- und Bühnenautor und Regisseur
- Dähnert, Ulrich (1903–1999), deutscher Orgelforscher
- Dähnhardt, Dirk (1944–2007), deutscher Historiker und Gymnasiallehrer
- Dähnhardt, Harald Heinrich (1863–1944), deutscher Vizeadmiral der Kaiserlichen Marine
- Dähnhardt, Heinrich (1836–1902), Senatspräsident beim Reichsgericht
- Dähnhardt, Heinz (1897–1968), deutscher Journalist und Dozent in der Erwachsenenbildung
- Dähnhardt, Oskar (1870–1915), deutscher Germanist und Altphilologe
- Dähnhardt, Willy (1939–2010), dänischer Bibliothekar
- Dahnke, Eckart (1936–2009), deutscher Verwaltungsjurist

### Daho
- Daho, Étienne (* 1956), französischer Popsänger
- Dahoodi, Zuhdi Al- (1940–2017), kurdischer Historiker und Schriftsteller
- Dahoud, Mahmoud (* 1996), syrisch-deutscher Fußballspieler

### Dahr
- Dahr, Peter (1906–1984), deutscher Mediziner
- Dahrendorf, Frank (1934–2013), deutscher Rechtsanwalt und Politiker (SPD), MdA
- Dahrendorf, Gustav (1901–1954), deutscher Politiker (SPD), MdHB, MdR, Konsumgenossenschafter und Journalist
- Dahrendorf, Malte (1928–2008), deutscher Kinderbuch- und Jugendbuchforscher
- Dahrendorf, Ralf (1929–2009), deutsch-britischer Soziologe, Hochschullehrer, Politiker (FDP), MdL, MdB und PublizistRalf Dahrendorf (1929–2009)

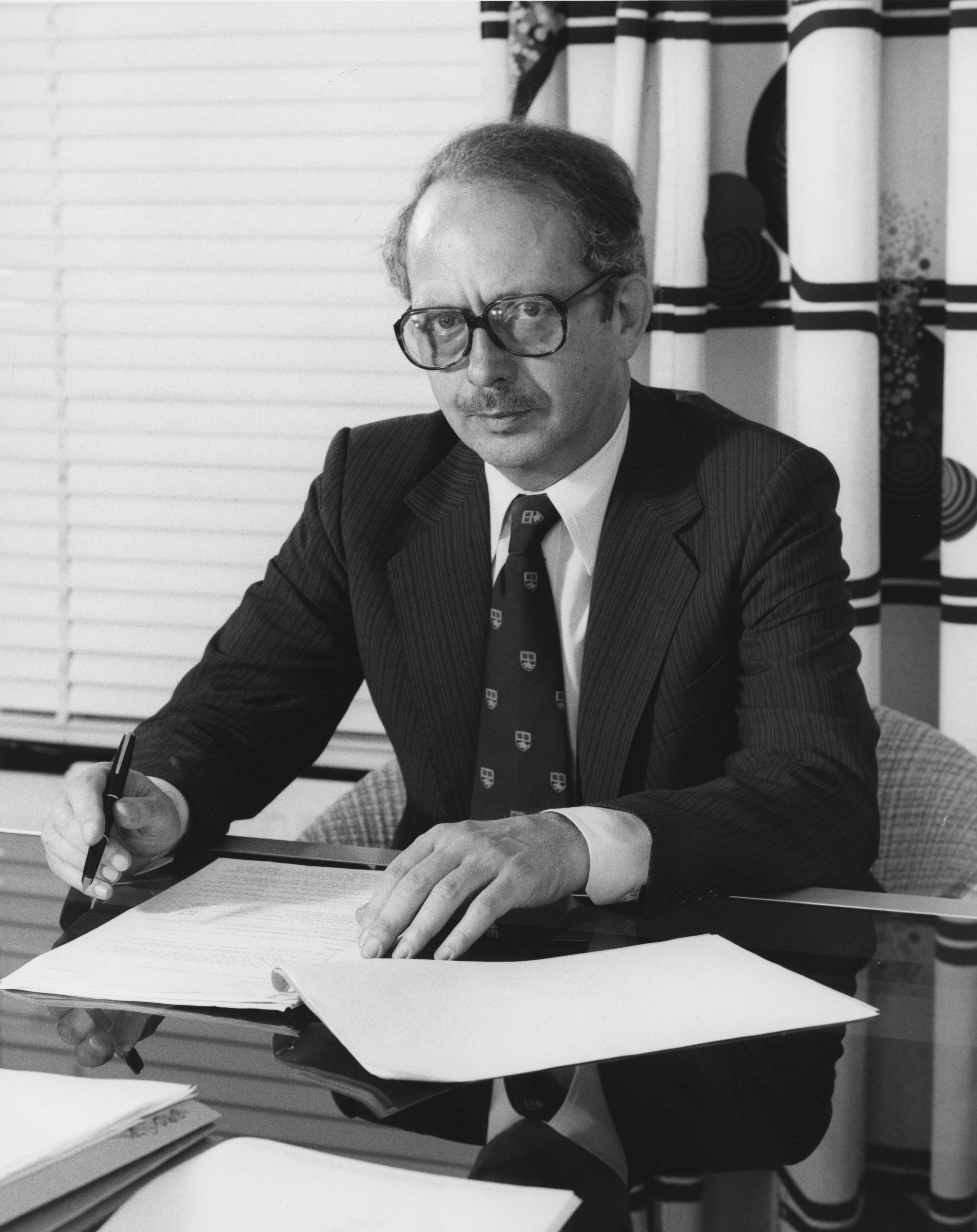
Ralf Dahrendorf (1929–2009)

- Dahringer, Helmut (1919–2011), deutscher Kommunalpolitiker

### Dahs
- Dahs, Hans (1904–1972), deutscher Rechtsanwalt
- Dahs, Hans (1935–2018), deutscher Rechtsanwalt
- Dahsler, Hans (1885–1962), deutscher Bankdirektor und Politiker (DNVP)

### Daht
- Dahteste († 1955), Chokonen Apache-Kriegerin

### Dahu
- Dahuron, René, französischer Gartenkünstler und Autor

### Dahy
- Dahy, Hanaa (* 1980), ägyptische Architektin und Wissenschaftlerin
- Dahyun (* 1998), südkoreanische Popsängerin und Mitglied der Girlgroup Twice